# Auguste Lecœur
Pour les articles homonymes, voir Lecœur.
Auguste Lecœur, né le 4 septembre 1911 à Lille et mort le 26 juillet 1992 à Chalon-sur-Saône, est un dirigeant du Parti communiste français, qui a organisé la « grande » grève patriotique des cent mille mineurs du Nord-Pas-de-Calais en mai-juin 1941 puis le fonctionnement du parti dans la clandestinité, de 1942 à 1944, alors que Maurice Thorez était en Union soviétique. 
Membre des premiers gouvernements de l'après-guerre ensuite, il a été sous-secrétaire d'État à la Production charbonnière, chargé de la Bataille du charbon. Maire de Lens, député du Pas-de-Calais, numéro trois du PCF il a été le « dauphin », jusqu'à son éviction de la direction en 1954, du numéro un Maurice Thorez.

## Enfance et jeunesse (1911-1936)
Le père d'Auguste Lecœur est mineur dans le bassin minier du Nord-Pas-de-Calais, comme son grand-père et son arrière-grand-père. Auguste est le deuxième d'une famille de trois enfants. Ses parents divorcent et sa mère se remarie en 1919 avec un mineur qui est embauché successivement à Marles-les-Mines, Bruay-en-Artois et Haillicourt. Comme le note Annie Kriegel, la famille d'Auguste avait régressé jusqu'à appartenir au sous-prolétariat. Auguste ne brille pas particulièrement à l'école. Il est placé à douze ans en apprentissage chez un boucher, mais à treize ans, il descend pour la première fois à la mine, à Bruay.
Après un séjour de la famille à Paris, Auguste refuse de retourner à la mine, il trouve à quatorze ans un emploi de manœuvre à l'usine SEV. Il occupe par la suite bien d'autres emplois. En 1927, il manifeste contre l'exécution de Sacco et Vanzetti, adhère au Parti communiste, mais milite surtout à la CGTU.

## Brigades internationales de la guerre d'Espagne (1936-1938)
En février 1937, Auguste Lecœur, 26 ans, est doubleur aux laminoirs et tréfileries de Lens, c'est-à-dire que, dans un vacarme infernal, il découpe à la cisaille le ruban métallique sortant du laminoir. Communiste, mais surtout responsable syndical à l'échelon du département, il a passé son certificat d'étude à l'armée, pour pouvoir lire des ouvrages marxistes. Des responsables communistes l'attendent à la sortie de l'usine. On lui demande de partir en Espagne comme commissaire politique dans les Brigades internationales. Le 19 février au soir, avec soixante militants, il est reçu par Maurice Thorez au siège du Parti. Le groupe prend ensuite la direction de Perpignan, accompagné par Léon Mauvais, membre du Comité Central, dirigeant de la CGT, membre de l'Internationale syndicale rouge (ISR), le pendant syndical de l'Internationale communiste (IC).
La base des brigades à Albacete est sous l'autorité d'André Marty, inspecteur général des Brigades internationales, membre du Bureau politique du Parti et membre du secrétariat exécutif de l'IC. Marty a un caractère difficile, mais Staline reconnaissant à l'ancien mutin de la mer Noire de son geste de solidarité vis-à-vis de l'Union soviétique lui gardera sa confiance. C'est dans cet environnement qu'Auguste Lecœur fait ses classes dans le contre-espionnage et la police interne, mais il demande à être muté sur le front et participe aux combats à Peña Roya et à Brunete. Il est l'un des soixante et un rescapés des 380 combattants de son bataillon.
En octobre 1937, la fin des brigades internationales ayant été décidée en haut lieu, il devient permanent du Parti communiste en France, organise les comités d'aide à l'Espagne du Pas-de-Calais et devient rapidement premier secrétaire du parti communiste dans ce département.

## Seconde Guerre mondiale (1939-1944)
Cette section ne s'appuie pas, ou pas assez, sur des sources secondaires ou tertiaires indépendantes du sujet. Le texte peut contenir des analyses inexactes ou inédites de sources primaires.
Pour l'améliorer, ajoutez-en, ou placez des modèles {{Source secondaire souhaitée}} ou {{Source secondaire nécessaire}} sur les passages mal sourcés. (octobre 2024)
En septembre 1939, Auguste Lecœur n'est pas encore un dirigeant national, mais il est déjà secrétaire fédéral du Pas-de-Calais. Après l'annonce du Pacte germano-soviétique, Auguste poursuit la diffusion de L'Enchaîné, le journal communiste du Nord, et participe à des réunions pour la défense du pacte. C'est pourquoi, lorsqu'il est mobilisé, il se retrouve dans une « prison départementale militaire », gardé par des gendarmes débonnaires, jusqu'au mois de janvier. Ensuite, il est affecté dans une compagnie qui tient position sur la ligne Maginot et se retrouve au mois de juin avec dix mille autres prisonniers dans un camp de Meurthe-et-Moselle.
Lecœur et un camarade espagnol parviennent à fausser compagnie aux soldats allemands. Le 12 juillet, Lecœur entre à Paris. Le 14, par un coup de chance, il croise sur les grands boulevards Jean Jérôme qui l'aiguille vers Jean Catelas désireux de renouer des contacts avec la région du Nord Pas-de-Calais d'où est originaire Lecœur.
De retour dans le Pas-de-Calais le 20 juillet, Lecœur est consterné par l'état de sa fédération, où tout le dispositif clandestin mis en place avant-guerre a été démantelé par la défection de ses deux responsables, et où les dirigeants de la fédération vivent légalement, chez eux. Le Nord vit la semi-légalité au diapason avec Paris. Il prend ses fonctions de dirigeant de la fédération du Pas-de-Calais, et un peu plus tard, il devient secrétaire de l'inter-région 5, celle qui comprend le Nord et le Pas-de-Calais. Entre-temps, il aura été un des principaux animateurs de la grande grève des mineurs de mai-juin 41. Cette grève a représenté, dans les premières années de l'occupation, le seul mouvement de rébellion d'une certaine ampleur développé sur le territoire national.
L'organisation syndicale clandestine qui s'est mise en place dans le bassin minier — les CUSA (Comités d'unité syndicale et d'action) — a, dès la fin 40, développé en dehors des directives nationales une ligne revendicative qui n'excluait pas l'affrontement avec les Allemands[réf. nécessaire]. Les traditions patriotes sont plus vivaces qu'ailleurs dans cette région qui a déjà connu l'occupation pendant la Première Guerre mondiale et qui, de surcroît, est directement rattachée à l'administration allemande de Bruxelles[réf. nécessaire].
Auguste Lecœur est alors un des animateurs de la grève des 100 000 mineurs du Nord-Pas-de-Calais de 1941. Les conditions de vie sont aussi dures que dans tout le pays, mais les Allemands maintiennent les cadences de production à un niveau extrêmement élevé. À la suite d'un incident banal entre des mineurs et un chef porion, le débrayage de la fosse no 7 de Dourges, déclenchée le 27 mai, s'étend en quelques jours à tout le bassin minier.
La collecte, depuis 1940, des armes confiées aux groupes de protection armés du PCF, a permis aux meneurs de la grève de la diffuser et l'étendre très rapidement à tout le Pas-de-Calais, via l'envoi de 35 agents de liaison le 28 mai, lorsque pour la première fois ces groupes de protection armés du PCF sont autorisés à agir lors d'une réunion à laquelle participent à Lens Julien Hapiot, Nestor Calonne, Auguste Lecœur et Maurice Deloison. Lecœur et la direction des CUSA ont ainsi lancé le mot d'ordre de grève.
Le mouvement culmine le 4 juin : 100 000 mineurs sont alors en grève dans le bassin, soit la quasi-totalité de l'effectif ouvrier. Auguste Lecœur coordonne la diffusion de la grève vers les autres puits de mine, en organisant un comité central de grève à Lens dès le lendemain du premier arrêt de travail.
Les mineurs obtiennent rapidement satisfaction, mais les Allemands se sont lancés dans une sanglante chasse aux meneurs : emprisonnement et déportation d'hommes et de femmes, souvent désignés avec la complicité des cadres des Compagnies minières. Jusqu'à la fin de l'occupation, la résistance ouvrière demeurera particulièrement vivace dans la région du Nord[réf. nécessaire].
Lecœur conserve pendant toute cette période une certaine indépendance par rapport à la direction parisienne : dans les articles qu'il rédige pour l'Enchaîné du Pas-de-Calais, il associe toujours la lutte contre les Compagnies minières, Vichy et les « collabos » à un refus de l'occupant, alors que l'édition du même journal dans le département du Nord élude la dimension patriotique de la grève.
En 1971 dans Le Monde, Alain Duhamel parle au détour d'un article de « la fameuse grève des mineurs de mai 1941 » qui pour le PCF prouve de façon irréfutable l'antériorité de sa résistance par rapport à l'invasion de l'Union soviétique.
Jacques Duclos et Benoit Frachon les deux chefs du PCF à Paris, ne « songeaient alors qu'à conserver la plus stricte neutralité dans un conflit international qui ne les concernait pas », racontera-t-il dans un livre consacré de 1970 à cette grève. Pour autant, le PCF ne peut être qualifié de neutre à ce moment-là : « les arrestations, les déportations, les tortures seraient là, s'ils en était besoin, pour balayer toute illusion » de neutralité, observe en 1971 Alain Duhamel dans Le Monde[source secondaire souhaitée].
Lecœur monte immédiatement en grade après la grève, bien que l'ordre hiérarchique ne le place qu'en quatrième position. Appelé par Duclos, en mai 42, à prendre en main l'organisation du Parti. Il remplace Jean Laffitte, arrêté très peu de temps après sa prise de fonctions, vers la même époque que son camarade responsable des cadres, Robert Dubois. La période Lecœur fait suite aux périodes Tréand et Dallidet.
Le premier objectif que s'assigne Lecœur quand il prend ses fonctions est de mettre un terme à l'hécatombe qui frappe les cadres dont le niveau de responsabilité est situé à l'échelon immédiatement inférieur au secrétariat. À l'exception du triangle majeur, la direction du Parti a été complètement démantelée avec les arrestations de Catelas, Cadras, Dallidet, Bréchet, Laffitte et Dubois pour ne citer que quelques-uns des plus importants. Les impératifs générés par la volonté de maintenir en fonctionnement un Parti centralisé tout en préservant efficacement la direction suprême conduisent à exercer une pression énorme sur ces cadres de niveau intermédiaire. La survie même du Parti implique de protéger plus efficacement ceux pour qui l'esprit de sacrifice est inhérent à leur engagement dans la Résistance.
Lecœur est un dur, un homme à poigne, il parvient à imposer les règles minimum de sécurité, en dépit des contraintes de travail qui pèsent sur tous les cadres[réf. nécessaire].
La mainmise de Lecœur sur les structures du Parti dépasse largement les problèmes de sécurité. C'est lui qui, de fait, contrôle les divers mouvements de cadres entre le Parti, les Jeunesses, et les FTP. Il supervise également le groupe Valmy, ce groupe de choc des OS, dépendant directement du service des cadres, pour servir à la fois de garde prétorienne et de police interne en plus des activités de résistance anti-allemandes[réf. nécessaire].
Aidé par Jean Chaumeil, Lecœur nomme des militants sûrs, comme Robert Ballanger pour la région parisienne ; il puise surtout dans le vivier des cadres du Nord-Pas-de-Calais qu'il connaît bien. Il sera souvent amené à s'opposer à Charles Tillon et aux FTP pour privilégier le Parti dans l'affectation des cadres. Pendant la période 42-44, il réside à Antony. Lors de la libération de Paris, c'est lui qui mène l'assaut contre le siège du parti occupé par la milice et qui, le 23 août 1944, va chercher Jacques Duclos et Benoît Frachon dans le Hurepoix, pour les conduire au « 44 ».

## Après-guerre: étoile montante du Parti communiste français (1944-1951)
Président de la fédération régionale des mineurs et premier maire communiste élu à Lens, en 1945, il devient au début de l'année suivante ministre du charbon, chargé de faire réussir la très contestée mais vitale Bataille de la production, car l'économie française est paralysée par de fréquentes coupures de courant à cause de la pénurie de charbon. Il s'y est d'abord opposé par souci de prévenir la silicose, contrariant Maurice Thorez qui en avait fait un axe majeur de sa communication politique, puis l'a ralliée en échange de la nationalisation des mines et du statut du mineur.
La liste du PCF qu'il mène dans le Pas-de-Calais, passe d'un député en 1936 à quatre en 1945 puis gagne points entre les élections de juin et celles de novembre 1946, devançant de quatre points celle du rival socialiste Guy Mollet, qui dominait encore de trois points en juin, dans un département où la SFIO était encore hégémonique à gauche en 1936.
En parallèle, il n'a jamais cessé, dès 1945, d'assister aux réunions hebdomadaires du Bureau politique du PCF Maurice Thorez lui confiant des responsabilités importantes basées sur ses talents d'organisateur et le sens de la synthèse révélés dans la clandestinité, alors que le PCF est de plus en plus investi contre la colonisation et la guerre d'Indochine, les grève ayant commencé à Marseille et à Dunkerque, région de Lecœur.

### La mairie de Lens
Le 11 mars 1945, au Stade de l'Est, avenue Raoul Briquet, une foule immense assiste à un meeting dans lequel Maurice Thorez prononce un discours vantant les qualités de Lecœur, tête de liste du PCF a mairie de Lens. Roger Pannequin obtient le plus grand nombre de suffrages mais Lecœur est élu maire le 9 mai 1945 puis engage un programme de reconstruction des écoles, logements et ateliers de formation professionnelle.
Pour prendre la suite du service d'approvisionnement des houillères, il crée avec Victor Foulon la coopérative centrale du personnel des mines. Cette Mutuelle municipale est chargée d'acheter directement les produits alimentaires, ce qui alimentera plus tard les critiques contre une institution émettant une quasi-monnaie lors des grèves de 1947 et 1948.

### L'entrée au gouvernement en janvier 1946
En plus de ses mandats politiques, il se fait élire président du syndicat régional des mineurs. Cette fonction où il défend les conditions de vie des mineurs l'amène à s'opposer à la fois au préfet gaulliste et à Maurice Thorez qui s'était engagé en juillet 1945 dans la Bataille du charbon, idéalisée comme le combat des « gueules noires », nouveaux héros de la reconstruction et de ses besoins en énergie, car le Nord-Pas-de-Calais ne produisait plus que 18 millions de tonnes de charbon en 1944, contre 28,2 millions en 1938 avant de retrouver ce niveau dès l'été 1946, puis de le dépasser rapidement. Vertement rappelé à l'ordre sur ce thème, lors d'une séance du comité central fin 1945, Lecœur y montre son caractère en maintenant un temps sa position, même s'il doit ensuite s'incliner.
Maurice Thorez donne son feu vert à sa nomination en janvier 1946 dans l'équipe du ministre de l'énergie Marcel Paul, pilier des gouvernements Félix Gouin (du 26 janvier au 24 juin 1946) et Georges Bidault (1) (du 24 juin au 16 décembre 1946). Lecœur y est sous-secrétaire d'État au Charbon, responsable de la stratégique production charbonnière et constate dès son arrivée qu'au cours de la dernière semaine de janvier 1946, la production charbonnière a augmenté de 0,8 %, à 934 000 tonnes, soit + 50 % en six mois et le double du chiffre de 1938.
Il réunit les cadres syndicaux des mines pour demander d'augmenter de 100 kilos le rendement individuel afin de passer de quatre-vingt-dix à cent mille tonnes par jour sur toute la France. Quatre mois plus tôt, le 17 septembre 1945, René Lacoste, ministre de la production industrielle, Maurice Thorez (PCF) et Benoit Frachon (CGT) avaient déjà « harangué les mineurs à Lens » sur cet objectif de cent mille tonnes par jour. En janvier 1946, Lecœur précise que le rendement est en fait resté stationnaire depuis 4 mois, aux environs de 820 kilos. Selon Le Monde, il « très inférieur à celui de nos autres bassins houillers », alors qu'en quatre mois l'effectif du fond s'est sensiblement accru, notamment par l'incorporation de prisonniers de guerre.
En échange de cet engagement à produire plus, Lecœur exige de pouvoir promulguer le statut du mineur, l'emportant sur Marcel Paul, qui aurait préféré un statut commun avec celui d'EDF/GDF. La presse syndicale y voit un progrès considérable: un jour par mois de plus que le congé légal, et 24 jours pour 10 ans d’ancienneté, salaire calqué sur la métallurgie de la région parisienne avec une majoration, faisant des mineurs la corporation la mieux payée. Il obtient aussi la loi nationalisant les Charbonnages de France.
Ce poste lui donne l'occasion d'accompagner Jean Monnet aux États-Unis pour négocier l'approvisionnement de la France en attendant la reprise de la production nationale, sur fond de projets de George Marshall, l'ex-bras droit de Roosevelt, qui ne sera cependant promu secrétaire d'État qu'en janvier 1947. Auguste Lecœur est arrivé à Washington le 23 avril 1946 pour y négocier une augmentation des envois de charbon américain à la France et la négocier avec les membres du comité mixte allié du charbon. 
Au cours de cette « mission officielle » à Washington, il souligne devant des interlocuteurs américains en présence de l'United Press International, que les communistes français avaient fait au MRP. « des concessions allant jusqu'à l'extrême limite », qui ne l'ont « pas empêché » de se « prononcer contre le projet de l'Assemblée » malgré le « peu de différence » avec la Constitution de 1875, un vote selon lui « très mauvais au point de vue de la situation international », en créant une incertitude politique. Il « aurait peut-être mieux agi en imposant silence à ses sentiments », commente Le Monde. Quatre mois après, le 17 septembre 1946, Maurice Thorez se plaint que sur 9,9 millions de tonnes extraites des mines allemandes en juillet, seules 0,83 ont été à partager entre treize autre pays dont 0,16 million pour la France, « c'est-à-dire moins de 2 % de la production de la Ruhr », alors que « c'est le charbon qui domine tous les compartiments de notre économie »
Finalement le plan Marshall sera signé par seize pays le 20 septembre 1947, pour financer le nouveau laminoir en continu de Denain dès la rentrée 1948. Après d'y être opposé en 1945, Lecœur se rallie en 1946 à cette « Bataille du charbon », même s'il a constaté qu'elle a fait fuir en 1945 de nombreux militants communistes, retrouvés « qu’après le départ des ministres communistes du gouvernement et pendant les grandes grèves de 1947 »,.
L'introduction du salaire au rendement fait que certains mineurs doublèrent, voire triplèrent le salaire de base, à condition d'obtenir des « grosses quinzaines », parfois compromises car la prime d’assiduité est supprimée avec perte du pourcentage sur toute la paye, pour qui s’absente dans la quinzaine car l'objectif est de combattre l'absentéisme.
Lecœur porte plainte contre les propos de Joseph Sauty au congrès CFTC de mai 46 le faisant apparaître comme « le boucher des mines », tandis que le journal socialiste L'Espoir ironise sur « l'idée que bientôt les communistes vont faire dormir les mineurs au fond de la mine », le journal communiste régional Liberté titrant un article « Pour le travail du dimanche ».

### La sortie du gouvernement en novembre 1946
La sortie du gouvernement d'Auguste Lecœur a lieu le 28 novembre 1946, lorsque le socialiste Paul Ramadier succède au MRP Georges Bidault à la présidence du conseil, malgré le fort recul socialiste deux semaines plus tôt aux législatives du 10 novembre 1946 et le bond de 2,3 % du PCF qui obtient 28,3 % sur toute la France. Maurice_Thorez reste vice-président du conseil et chargé de la fonction publique, le leader socialiste Guy Mollet obtenant le retrait de Lecœur, son rival régional, dont la liste vient d'obtenir 35,6 % dans la première circonscription minière de France, contre 25,5 % à celle de Mollet, un écart de 8 points qui passera même à 11 points en 1951 alors qu'en 1945, c'est Guy Mollet qui devançait Lecœur de 3 points et qu'en 1936, sur les neuf députés du département gagnés par Front populaire, six étaient SFIO et un seul PCF.

A son arrivée, Auguste Lecoeur, change les directeurs-adjoints des houillères régionales le 26 février 1946 : Jean Armanet et Léon Delfosse,. Sondés, le PDG et le syndicat des ingénieurs CGC assurent qu'un représentant ouvrier sera "le bienvenu" mais leur point change en découvrant que c'est Léon Delfosse. Le second menace de faire grève et le premier monte protester à Paris, menaçant de sa démission. Le litige fut arbitré par président du conseil Félix Gouin et deux des trois directeurs proposés, Armanet et Delfosse, confirmés, mais, plutôt que d'envenimer l'affaire, ils préfèrent démissionner s'en expliquant dans La Tribune des mineurs. Le décret du 5 août supprime ensuite cinq administrateurs cégétistes aux charbonnages, au bénéfice d'autres désignés par la SNCF et GDF-EDF. Celui du 27 août échoue à régler le différend aux Houillères du Nord, où le 11 septembre est rejetée, à une voix de majorité, l'obligation du vote à mains levées réclamée par Lecoeur et la CGT, la Tribune des Mineurs fustigeant le refus d'une "maison de verre". Le 26 septembre, deux vice-présidents, Florent Lampin et Jules Catoire (CFTC), sont élus pour encadrer Thiébaut et le 3 octobre 1946, après ratification du gouvernement, Armanet et Delfosse rejoignent un "comité directeur" où le second prend les oeuvres sociales. 
En novembre 1946, à la fin du ministère homogène de Léon Blum, les communistes perdent les portefeuilles de la production industrielle et des mines et un décret du 15 janvier permet au gouvernement la révocation des administrateurs. "Plus solide en apparence qu'en réalité", la position du PCF et de Leoceur le voit perdre "chaque vote à une voix près" et échouer à faire élire des directeurs généraux.
Peu avant son éviction, Auguste Lecœur « renonce à nommer son directeur de cabinet à la direction des Houillères nationales », puis organise même « une réunion expiatoire » dans une mairie socialiste, à Oignies, observe Le Monde après que Augustin Laurent, ex-ministre des postes, soit venu s'y vanter « d'avoir torpillé cette nomination » jugée par lui « scandaleuse », avant de « s'inviter lui-même » à cette réunion publique pour y animer une « empoignade » entre socialistes et communistes devant la presse, qui note que Lecœur « a l'air bien ennuyé de cette histoire » et risque de devoir en 1947 « céder sa mairie de Lens au vieux socialiste Just Evrard ».
L'affaire a lieu sur fond de polémique plus générale sur l'absence d'épuration des cadres miniers, écartée en mai 1945 par le rapport Closon et de « procès en diffamation » intenté par Johanny Thomas, ingénieur des mines , maintenu à la Libération alors qu'il « poussa pendant des années la production de son puits », obtenant des « Allemands sa promotion » selon Augustin Laurent, même si « les commissions d'épuration le déclarèrent innocent » car il a rejoint la Résistance à partir de 1943. Augustin Laurent retrouve lui-même un poste de ministre quelques semaines après.
Au cours de ce débat, Augustin Laurent et ses amis soulignent qu'ils « n'ont pas attendu, eux, juin 1941 pour braver la Gestapo ». Un journal local vient de reprocher à Lecœur d'avoir « jadis chassé chez un notaire », affirmation fausse, note Le Monde, qui observe que personne n'a osé faire allusion à la présence en URSS de Maurice Thorez pendant la guerre. Lecœur répond en reprochant lui aux socialistes de laisser les trusts « saboter la nationalisation » en raison de leurs manœuvres permettant à une majorité « réactionnaire et cléricale » menée par le député MRP et futur ministre Jules Catoire, cofondateur du journal Nord-Éclair à Roubaix en 1944, de contrôler le conseil d'administration des Houillères, les socialistes lui répondant que c'est le ministre communiste Marcel Paul, supérieur de Lecœur qui a maintenu en place certains dirigeants de l'ex-comité des houillères.
En janvier 1947, des délégués mineurs CGT, réunis à Lens sous la présidence d'Auguste Lecœur, votent une résolution déplorant « une diminution sensible » de la production, après le passage du seuil de cent mille tonnes par jour, découlant selon eux du « trouble sérieux dans la corporation minière » causée par « l'offensive réactionnaire contre les institutions républicaines et les avantages acquis, telles la sécurité sociale et les nationalisations ». Le texte s'inquiète aussi des « exclusives lancées par la réaction pour empêcher la constitution d'un gouvernement de concentration républicaine », passage commenté par le quotidien socialiste Le Populaire en citant le syndicaliste socialiste Charles Morel, qui sera un an après cofondateur de FO dans le Pas-de-Calais et de la Fédération FO des Mines, jugeant « regrettable » un « mot d'ordre politique » liant « baisse de la production charbonnière » et représentation des communistes au gouvernement.

### Les grèves de 1947 et 1948
Lors de son éviction en 1954, Auguste Lecœur sera accusé d'avoir fait preuve d'aventurisme lors des grèves de 1947 et 1948. L'historien Eric Kocher-Marboeuf, en analysant « les modalités pratiques du maintien de l'ordre » en 1947 et 1948, estime « que la mémoire collective a eu tendance à reporter sur 1947 les événements de l'année suivante, qui ont été plus étendus et plus graves » qu'en 1947 et marqué « un certain glissement vers l'action révolutionnaire ».

#### Retour à Paris en octobre 1947
Après son départ du gouvernement en janvier 1947, il redevient président du syndicat CGT des mineurs de la région et ne participe pas aux grèves démarrées en avril 1947 par des trotskistes aux usines Renault de Boulogne-Billancourt, avant le départ des ministres PCF du gouvernement, même lorsqu'elles s'étendent puis reprennent début novembre à Marseille. Le 18 novembre, le ras-le-bol gagne le bassin minier du Nord-Pas-de-Calais. Lecœur est alors depuis octobre installé à plein temps à Paris, à la demande de Jacques Duclos, pour se consacrer à l'organisation nationale du Parti, aux côtés de Léon Mauvais, qu'il remplacera définitivement en 1950. France nouvelle, hebdomadaire du PCF, a révélé qu'en décembre 1947, près d’Arras, des cadres de la SNCF ont été vus déboulonnant un rail, à la demande du préfet du Pas-de-Calais, et pour empêcher un train de grévistes de se rendre à Lens. 
Le syndicat des inspecteurs et directeurs (SPID-CGC) des cheminots confirmera l’information, en expliquant qu’il peut arriver qu’un déboulonnage n’entraîne pas la rupture du « circuit de voie » et la fermeture automatique des signaux, « comme il a été dit un peu vite » lors du sabotage du 3 décembre 1947 à Arras, Jules Moch reconnaissant lui-même dans ses mémoires de 1965 « n’avoir aucun élément à charge contre les grévistes ». « Les affrontements sont rarissimes » chez les cheminots « dès lors qu’il suffit d’immobiliser les locomotives pour contraindre à la grève les jaunes »,,, selon l'historienne Marie-Renée Valentin, qui a montré que « les communistes français ne cherchaient ni à revenir au gouvernement, ni à prendre le pouvoir par la force » mais voulaient « seulement créer du désordre ». Selon elle, les archives de la fédération du sous-sol CGT présentent les sévices infligés aux « jaunes », notamment ceux rapportés par le journal Liberation-Nord, du 5 décembre 1947 à Maubeuge et Valenciennes, comme « un phénomène normal dans le climat du moment ».

#### Novembre 1948: «bons d'achat Lecœur» et poèmes anti-CRS
Les noms d'Auguste Lecœur et de Louis Aragon resteront associés à la grève des mineurs de 1948 et son échec, 8 morts, des milliers de blessés, des peines de prison ferme et près de trois mille licenciements après une multitude de combats avec la police. Démarrée le 4 octobre, elle s'appuie sur un référendum largement plébiscité par les mineurs, dénonçant les décrets de René Lacoste qui démantèlent le statut du mineur. Cinq jours après, Henri Queuille, président du conseil, déclare son « caractère insurrectionnel », et le ministre de l'intérieur Jules Moch qu'elle obéit au Kominform. Aragon en sera très affecté car condamné en septembre 1949 à la privation de ses droits civiques et à la radiation des listes électorales, pour avoir personnellement décrit la répression du 11 novembre 1948 à Montceau-les-Mines dans Ce Soir, en écrivant que « les RPF en armes patrouillent aux côtés de Sénégalais » alors qu'il s’agissait de Marocains. Le 14 septembre 1949, le deuxième tome de sa saga romanesque « Les Communistes » parait avec un bandeau « On peut m'enlever mes droits civiques, on ne m'empèchera pas de témoigner »,. Il fait appel et le mois suivant, des soirées, pétitions et œuvres prennent sa défense.
Dans le Nord-Pas-de-Calais, la popularité de Lecœur et sa présidence de la Fédération régionale des mineurs CGT l'amènent à « fairet circuler des « Bons Lecœur » (…) une monnaie fictive utilisée en remplacement des billets de la République par les grévistes pour payer leurs achats, acceptés par les commerçants que le syndicat des mineurs remboursait ensuite », afin de « maîtriser la distribution des importantes sommes d’argent » versées en solidarité par les syndicats des pays d'Europe de l’Est. Ses amis de la « Maison des mineurs de Lens » en assurent la circulation. Par une lettre ouverte aux commerçants du 28 octobre, Lecœur et André Parent, initiateurs et signataires de ces « bons de solidarité », s’engagent à leur remboursement. « Le grand mouvement de solidarité qui s’amplifie chaque jour permettra qu’une autre tranche de 100 millions soit distribuée (…) chaque gréviste recevra un bon de 500 francs » écrit Liberté le 9 novembre. Le journal déplore cependant que « dans de nombreux endroits, on interdit l’accès aux bureaux du syndicat qui les délivre » et qu'à Méricourt, le responsable de la distribution a été arrêté par la police. « M. Lecoeur sera-t-il poursuivi pour émission de fausse monnaie ? » s'interroge Le Figaro.
Le 4 novembre, L'Humanité réagit à l'assaut des CRS contre les mineurs à Carvin, dans le Pas-de-Calais, où la Wehrmacht avait aussi attaqué durant la guerre. Elle publie le poème « L’éclatante victoire des CRS », de Louis Aragon, passé par cette ville à l'été 1940 et en première page de L'Humanité du même jour un article titré « Jules Moch joue au nazi ! », du secrétaire de la Fédération nationale du Sous-Sol CGT Henri Martel, le qualifie de « social-massacreur [.] aux mains tachées de sang des ouvriers ». C'est dès le début de la grève que l’association « CRS = SS » était apparue, selon un article publié le lendemain par la journaliste Simone Téry dans L’Humanité, qui en fait son titre et décrit la colère qui monte depuis que le 1er novembre, des blindés CRS ont blessé plusieurs grévistes en ouvrant le feu à Liévin,.
Selon l'article de la journaliste Simone Téry, dès le premier jour de la grève le 5 octobre, les mineurs appellent les forces de l’ordre « les CRSS », puis « le second jour, tout simplement les SS » après avoir appris la mort de Jersej Jamsek le 5 octobre à Merlebach lors d’une charge des CRS. Les autres premières violences et victimes n'étaient pas de la région de Lecœur : le 22 octobre, jour où des mineurs prirent le contrôle complet de Montceau-les-Mines (Saône-et-Loire), faisant prisonniers les 15 policiers et 130 gendarmes conduits par leur colonel, non loin, à Firminy (Loire), Antonin Barbier et Marcel Goïo, sont les victimes de la répression de l'attaque d'un commando de francs-tireurs partisans (FTP) dirigé par Théo Vial-Massat, maire de la ville, suspendu peu après.
La violence du discours anti-police ne venait pas seulement des mineurs. Fin novembre 1948, l'association « CRS = SS » est reprise par un député communiste lors d’un meeting de l’UNEF en souvenir de la Résistance, puis en septembre 1949 dans un dessin de Tim publié par le journal Action, en octobre 1961 quand des policiers jetteront des Algériens à la Seine et en 1962 après le massacre de Charonne. Et dès le 14 novembre 1948, c'est en première page du journal des étudiants communistes Clarté qu'une caricature présente Jules Moch comme « le chef des assassins SS », alors qu'Aragon est invité au comité central du PCF du lendemain, le 15 novembre. Cette association « CRS = SS » n'est reprise qu'en filigrane dans un discours d'Auguste Lecœur, selon l'historien Éric Méchoulan, pour qui le ministre de l'intérieur Jules Moch fit preuve de plus de sang-froid que d'autres acteurs en 1948, : le lendemain du titre de Clarté, devant le comité centrale et en présence d'Aragon, l'ex-résistant Lecœur dénonce les « mesures fascistes du gouvernement » et la « terreur hitlérienne dans les corons », cité le lendemain dans L’Humanité. Aragon publie le même jour un nouveau poème, daté « Ivry, 15 novembre 1948 », « Chanson de La Ricamarie » , sur d'autres incidents entre mineurs et policiers, inspiré par un témoignage venant de Saint-Étienne. Contrairement à celui du 4 novembre, « Chanson de La Ricamarie » ne sera pas repris dans le recueil d'Aragon de 1954 « Mes Caravanes et Autres poèmes » et il faudra attendre 1989-1990 pour qu’il réapparaisse dans les publications d'Aragon.

#### Le succès aux élections de 1951
Les législatives de 1951, les premières depuis les grandes grèves des mineurs de l'hiver 1947 puis celui de 1948, sont très attendues dans l'une des deux circonscriptions du Pas-de-Calais, celle d'Arras et des principaux cantons miniers, terrain des affrontements avec les non-grévistes de la CFTC et du nouveau syndicat FO, mais aussi avec la police du socialiste Jules Moch. Le scrutin s'annonce risqué car le PCF est sévèrement brouillé avec la SFIO, qui y obtenait encore 38 % en 1945.
Dans cette région fief de Lecœur, le PCF résiste finalement beaucoup mieux qu'ailleurs à l'émergence gaulliste, le RPF, qui obtient 21,6 % des voix et 120 députés, le PCF restant le premier parti avec 26 % à l'échelle nationale, mais perdant 2 points. Dans le Nord-Pas-de-Calais, il reste au plus haut, à 29,7 %,, alors que la SFIO y perd 3,5 points pour revenir à 24,6 % et même 7 points par rapport aux législatives de 1945, où elle dominait la région avec 31,8 % des suffrages. 
Dans le Pas-de-Calais, qui représente deux tiers des mines de la région, la liste communiste gagne même un point, à 36,4 %, devançant de plus de dix points sa rivale, la SFIO socialiste, revenue à 25,5 % contre 28,5 % en 1946 et 38 % en 1945. La liste socialiste du Pas-de-Calais est pourtant menée par Guy Mollet, député-maire d'Arras, qui n'a abandonné la présidence du conseil général en 1946 qu'après son élection comme secrétaire général de la SFIO et qui deviendra président du conseil en janvier 1956.
Le PCF du Pas-de-Calais passe en 1951 de 4 à 5 députés, le succès de René Camphin permettant l'entrée dans l'hémicycle de deux quadragénaires, André Mancey et Jeannette Prin, une ex-socialiste, Médaille de la résistance, spécialiste des questions du droit des femmes, qui sera réélue en 1956 puis une voix remarquée des opposants à la Guerre d'Algérie à l'Assemblée nationale lors des incidents de février 1958, en donnant lecture des témoignages du comité de résistance spirituelle.

### Les difficultés au sein du PCF, entre 1946 et 1950

#### Conflit avec Thorez sur la mémoire de la grève de 1941
La disgrâce de Lecœur, dans un PCF rejoint à la Libération par la majorité des artistes et intellectuels se noue au printemps 1950 sur fond de lyrisme mémoriel dans sa région, placée depuis dix ans au cœur de l'Histoire de France par la prestigieuse grève des mineurs de mai-juin 1941 contre l'occupant allemand et la Bataille du charbon de 1946, que Lecœur a organisées avec Émilienne Mopty et Michel Brulé, puis les grèves de mineurs, très dures en 1947 et très longues en 1948.
Les enjeux de mémoire semblent alors justifier toutes les manipulations. Sur la plaque commémorant la grève de 1941 à Montigny-en-Gohelle, une seconde ajoute bientôt que la grève « répondait à l'appel historique lancé du sol national le 10 juillet 1940 par Maurice Thorez et Jacques Duclos », alors qu'« en 1940 Duclos est en Belgique et Thorez est en URSS »,, tandis que le premier Congrès du PCF à la Libération est marqué par un « Salut à Maurice Thorez, le premier FTP de France ! ».

#### Divergences avec Thorez lors de la Bataille du charbon
Après le discours productiviste de Thorez à Waziers le 21 juillet 1945, Auguste Lecœur regrette l'arrêt de l'épuration des ingénieurs qui avaient collaboré avec les Allemands, mais Thorez lui intime rapidement de se taire.
Réagissant à ce différend, le poète Louis Aragon, proche du secrétaire général, publie peu après dans la revue Europe de février 1946 des poèmes de soutien au discours de Thorez, écrits par André Stil, 25 ans, responsable de l'Union Nationale des Intellectuels à Lille, qui invite Aragon dans la région, les 18 et 19 mars 1946, pour une visite au quotidien régional où il travaille, et au Puits de mine no 7 de Dourges-Dahomey, où avait commencé la prestigieuse grève de 1941.
Cette visite de mars 1946 prépare la saga, à la fois réaliste et romanesque, que prévoit Aragon, en six tomes, Les Communistes, mais qui renoncera à évoquer cette grève pourtant prestigieuse. Dès la publication du premier tome, en mai 1949, c'est la déception sur ce terrain: pas un mot sur cette grève héroïque de 1941.

#### Lecœur et la bataille du livre
Pour mieux vendre le Tome 1 de cette grande fresque Les Communistes, Aragon décide de lancer une « bataille du livre », nom choisi en écho à la Bataille du charbon de 1945-1946. Il s'agit aussi de préparer la réédition prochaine des Œuvres autobiographiques à la gloire de Maurice Thorez.
Cette « bataille du livre » est lancée à la mi-juin 1949 lors d'une réunion au 33 Rue de la Grange-aux-Belles, siège historique de la CGT, célébrée par la presse communiste : une dizaine de lecteurs, ouvriers ou employés, sont invités à commenter ce premier tome, parfois sans complaisance, face à Louis Aragon qui les écoute humblement. Lecœur est dans la salle.
« Comment les travailleurs, les résistants, tous les bons Français, ne reconnaîtraient-ils pas leur bien dans ce premier volume (...) l’œuvre de tout un peuple, dont Aragon n'est que l’inégalable porte-parole », écrit-il le lendemain dans l'hebdomadaire communiste France nouvelle.
Son article déplore cependant que « beaucoup de ces critiques laissent dans l’ombre le fait que le roman Les Communistes doit être considéré comme un véritable événement littéraire », observation qui vexe Aragon. Un autre passage évoque les lecteurs présents dans la salle, en termes qui scandalisent les proches d'Aragon, habitués à plus de déférence, et qui vont le juger « ouvriériste » : « Il paraît qu’il est très difficile d’écrire un livre comme celui d’Aragon. Je ne le pense pas […] Est-il plus difficile pour un homme de plume, membre du Parti, d’écrire en fonction des tâches qui lui sont imparties, qu’au militant politique et syndical de résoudre les problèmes politiques de l’heure en fonction des tâches fixées par la même orientation politique ? ».
En filigrane, les proches d'Aragon perçoivent une accusation de méconnaître la classe ouvrière à laquelle le poète, bon prince, répond dans La Nouvelle Critique de juillet 1949 qu'il « essaie de la connaître mieux qu’un certain nombre d’écrivains ». Le PCF a cependant besoin plus que jamais besoin de l'ex-résistant Lecœur, car il est aussi en pleine bataille mémorielle : L'Humanité venait de publier du 6 au 18 juin une série d'articles appelant à manifester contre l'inauguration d'une avenue du Général-Leclerc, censée commémorer le « libérateur de Paris » pour les gaullistes alors qu'il n'existe pas d'avenue du Colonel-Henri-Rol-Tanguy, chef de l'insurrection d'août 1944. Elle ne sera inaugurée qu'en 2004, sur la portion de la place Denfert-Rochereau qui abritait le QG souterrain du commandant en chef de la Résistance lors de la Libération de Paris.

#### La manifestation contre la Guerre d'Indochine
Quinze jours après l'article « ouvriériste » de Lecœur, Aragon, sans rancune, est au début de l'été 1949 dans le Pas-de-Calais, où Lecœur l'a invité. Le photojournaliste Willy Ronis, qui a couvert la grève des mineurs de 1948 à Saint-Étienne, les immortalise pour Les Lettres françaises manifestant à la Nécropole de Lorette en faveur de la paix et de l'indépendance de l'Indochine. La photo montre aussi Léon Delfosse, qui sera mis en valeur dans le tome suivant de la saga d'Aragon, publié en mai 1951, malgré les erreurs historiques signalées par Lecœur à Aragon. Sur la photo de l'été 1949, Aragon et Lecœur sont au milieu de pancartes « Paix au Viêt-Nam » et « Amnistie aux mineurs ».
La grève des dockers de 1949-1950 en France n'a alors pas encore commencé mais ses futurs instigateurs à Dunkerque étaient déjà en action: 3 000 soldats avaient dû être envoyés le 19 novembre 1948 décharger le charbon à la place des dockers barricadés, solidaires avec la grève des mineurs de 1948. Proche d'Auguste Lecœur, Lucien Duffuler, leur leader depuis 1937, avait été arrêté deux jours après. Avant-guerre, Lucien Duffuler avait été licencié pour avoir refusé de décharger des navires allemands à Croix gammée après l’accession de Hitler au pouvoir en 1933. Condamné le 12 janvier 1949 à huit mois de prison avec sursis, puis révoqué en mai à la suite de cette condamnation,, il devient un héros local. 
Dunkerque sera le premier port à suivre Marseille dans la grève des dockers de 1950 contre la Guerre d'Indochine: des envois de locomotives Fives-Lille y sont bloqués dès le Nouvel an 1950 et L'Humanité titre : « pas de locomotive pour la sale guerre, décident les ouvriers riveurs de la grosse chaudronnerie de Fives-Lille ». L'action s'est déroulée sous les yeux du jeune journaliste de Liberté, André Stil, qui en tire sur le champ une nouvelle publiée dès le numéro de la revue Europe de janvier 1950. Titrée Fleur d'acier, elle est servie par une illustration de Boris Taslitzky, déjà célèbre. Utilisant la métaphore de la « machine à écrire à sept branches », s'inspirant du chandelier à sept branches, la nouvelle « accroche à ce petit endroit à tout instant vérifiable, la chose la plus lointaine et la plus difficile à concevoir, qui est la guerre en cours ».
Entre-temps, dès l'été 1949, Lecœur édite et préface Le Pays des mines une plaquette anthologique sur Aragon, qui fait la part belle aux grèves des mineurs. Le document parait aux Éditions de La Tribune des Mineurs à Lens. Ce journal, contrôlé par Lecœur, commande à Aragon une série 18 critiques littéraires, qui doit commencer en janvier 1950 mais s'interrompra avant la fin. Le journal de Lecœur invite aussi l'artiste Mireille Miailhe, égérie du PCF et future Prix Fénéon 1950, à dessiner des mineurs en grève, notamment « Tiens bon la rampe ! », dessin qui sera republié dans Les Lettres françaises.
La CGT des mines et Lecœur sont aussi en lien avec le peintre néo-réaliste André Fougeron depuis 1947. Son tableau Les Parisiennes au marché d'André Fougeron fut à la fois dénoncé et salué au Salon d'automne le 24 septembre 1948. Lors de l'édition 1949, c'est un autre de ses tableaux qui est remarqué : Hommage à André Houllier, militant CGT de 54 ans tué par la police en novembre 1948 alors qu'il collait une affiche contre la Guerre d'Indochine. La CGT des mines et Lecœur lui demandent de s'installer à Lens, pour une série de dessins et de toiles sur la vie des mineurs, ce qu'il fait janvier 1950.

#### Le congrès du PCF d'avril 1950
Au printemps 1950, Lecœur est réconcilié avec son ex-ministre de tutelle, Marcel Paul, qui convient avec lui que les nationalisations d'EDF-GDF ont tourné au bénéfice des trusts. Lors du congrès d'avril 1950 du PCF, il parvient à rester au comité central et y faire entrer un autre héros de la résistance à Lens, Roger Pannequin alors qu'une vingtaine d'ex-Résistants en sont évincés. Les archives prouvent que la procédure fut suivie de près par Moscou. Sur longue période les nouveaux membres du comité central ont en moyenne été reconduits à 84,2 % lors du congrès suivant, ce qui avait été le cas en 1947 pour les promus de 1945 (81,6 %). Mais en 1950, ils furent décimés : seuls 54 % des promus de 1945 et 1947, furent maintenus, afin « d’éliminer des militants dont le prestige résistant constituait un capital politique » pas « entièrement soumis à la sphère partisane et à la validation du centre ». Parmi ces promus de 1945 et 1947, coutumiers d’une pratique « décalée par rapport aux mécanismes partisans », et jusque là héroïsés par des campagnes électorales axées sur la Résistance puis élus par un public dépassant l'électorat du parti, neuf députés, deux sénateurs et un conseiller de l’Union française.
Cinq autres ex-Résistants sont promus en 1950 mais ils avaient comme Roger Pannequin des tâches d’appareil, dans les sections centrales (Gaston Plissonnier et Théo Vial-Massat) ou à la tête de fédérations (Louis Lambin, Joseph Siegler, Michel Vandel). Maurice Thorez a particulièrement besoin de ceux qui représentent les régions minières car il a fait de son rôle dirigeant dans la Grève des mineurs du Nord-Pas-de-Calais (1941), la plus grande de l'Europe occupée, alléguée dans L'Humanité-Dimanche des 17-18 février 1946 puis dans ses mémoires « Fils du peuple », un axe du culte de la personnalité de Maurice Thorez, alors que sa présence en Union soviétique au même moment est notoire. Le monument commémoratif de la Grève des mineurs du Nord-Pas-de-Calais (1941), à la Fosse no 7 - 7 bis des mines de Dourges où elle a débuté, a ainsi été recouvert d'une plaque à la gloire de Thorez en février 1946 peu avant la fin de l'extraction, et au moment du congrès de 1950, Lecœur, Roger Pannequin, René Camphin et Nestor Calonne sont chargés de lui donner une valeur reconnue lors d'une cérémonie avec la presse.

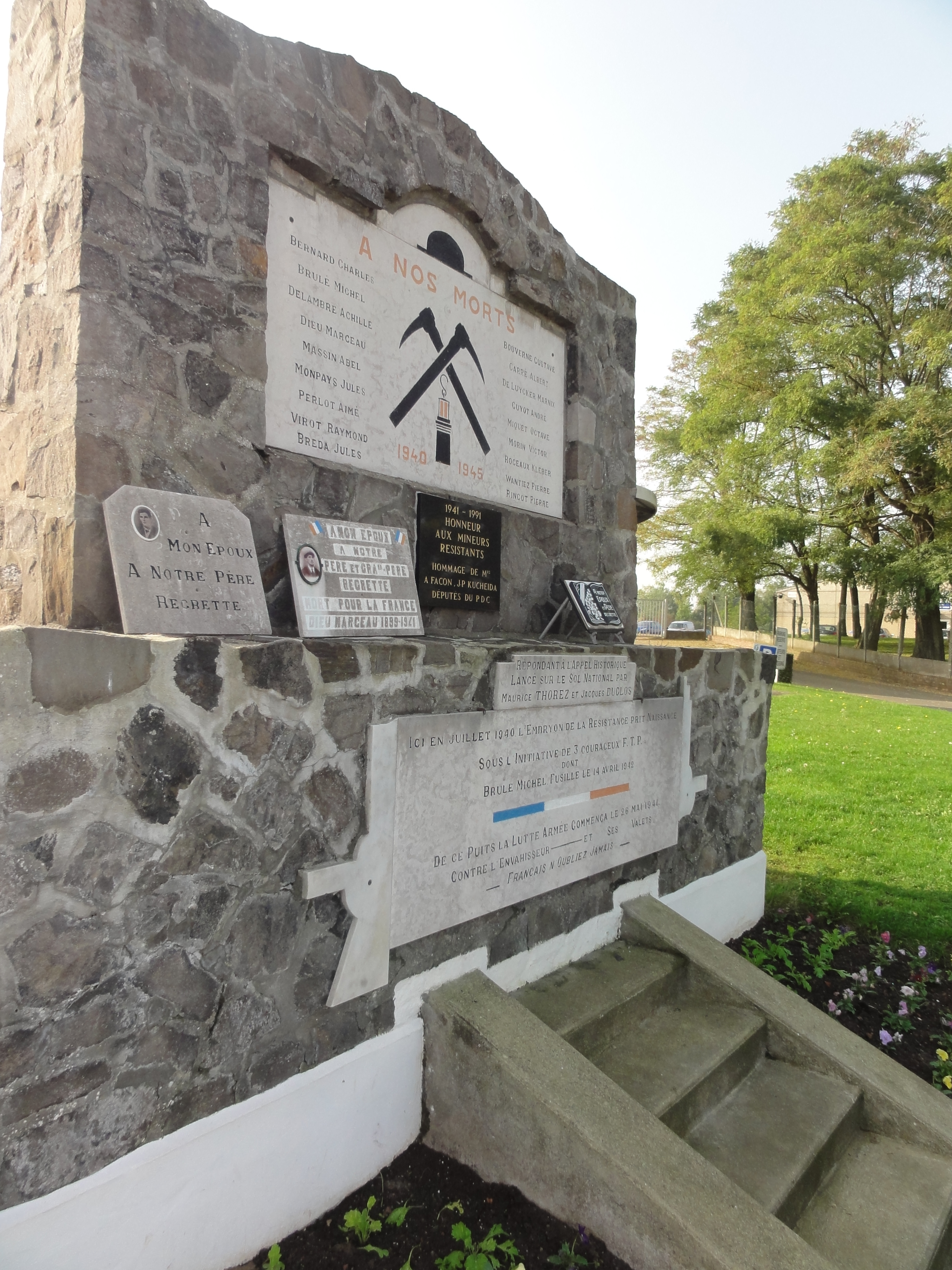
Le monument commémoratif de la grève de 1941 à la Fosse no 7 - 7 bis des mines de Dourges.

Dans deux textes publiés fin 1949,, Laurent Casanova, ami très proche de Maurice Thorez, avait souligné que le devoir des artistes et intellectuels doivent d'être « au service du prolétariat » et lors de ce congrès de 1950, Maurice Thorez fustige les « œuvres décadentes des esthéticiens bourgeois, partisans de l’art pour l’art » ou encore « l'obscurantisme rétrograde des philosophes existentialistes », en visant directement Jean-Paul Sartre, qui venait de critiquer les positions staliniennes du PCF et en saluant avec emphase un tableau du peintre André Fougeron contre la répression policière.
Mais dès les jours qui suivent le congrès, Louis Aragon prend ses distances avec Lecœur: il arrête dès l'été 1950 ses critiques littéraires dans La Tribune des mineurs et prend ses distances avec l'exposition Au Pays des mines, commandée en janvier 1950 à André Fougeron par la fédération des mineurs du Nord et du Pas-de-Calais : 40 tableaux et dessins racontant la grève des mineurs de 1948, qui débutera le 12 janvier 1951 à la galerie Bernheim-Jeune, avenue Matignon, au cœur des beaux quartiers parisiens. Dès 1953, Louis Aragon fustigera l'ouvriérisme attribué à Auguste Lecœur et au peintre André Fougeron, qui disparaitra alors des publications communistes et sera diabolisé en général. Entré au comité central du PCF lors du congrès de 1954 en 1954, salué par un Maurice Thorez de retour d'URSS, il publiera une brochure d'une centaine de pages L'Art de parti en France, qui restera, selon le quotidien L'Humanité un événement important de l'année 1954 et qui dénonce l'ouvriérisme.

#### La gestion du départ de Maurice Thorez pour l'URSS
L'attaque d'hémiplégie dont Maurice Thorez est atteint le 10 octobre 1950 « a d'abord été dissimulée, puis les effets en ont, semble-t-il, été minimisés » selon Le Monde. C'est Auguste Lecœur qui l'accompagne, dans un avion soviétique se faire soigner en URSS. Son absence « obligera sans doute à une division des tâches » pour pallier sa « puissance de travail » et son « pouvoir de synthèse » commente Le Monde en observant que la fonction "n'est nullement prévue par les statuts, qui se bornent dans leur article 29 à indiquer que " le comité central élit en son sein un bureau politique et un secrétariat".
Jacques Duclos « gouverne par intérim » par le PCF, mais Janette Thorez-Vermeersch, « qui fait la liaison » avec son mari « est au moins aussi puissante », estimera dans Le Monde en 1971 Alain Duhamel, qui travaille à une édition actualisée de son Histoire du PCF, publiée dès 1964 avec Jacques Fauvet. Charles Tillon, vient alors d'exprimer dans ses mémoires publiés en 1970 « une vieille animosité, qui se sent effectivement à chaque page » contre Janette Thorez-Vermeersch. Il « nomme de manière très appuyée » la « fraction Vermeersch » : François Billoux, Étienne Fajon, Raymond Guyot qui font bloc avec l'épouse de Maurice Thorez pour diriger le PCF contre les deux figures de la Résistance, Charles Tillon et Lecœur.
Dès le 24 novembre 1950, dans une interview à L'Humanité, Lecœur annonce que Maurice Thorez sera de retour en France, « complètement guéri », au début de l'année 1951. Un an après, rentré d'une visite à Thorez en URSS début 1952, il déclare l'avoir trouvé « en pleine forme » mais révèle qu'il a décidé de « prolonger son traitement sur place pendant quelque temps encore » et annonce que désormais « des membres du bureau politique et du comité central se rendront régulièrement auprès de Maurice Thorez pour le tenir au courant du travail du parti » et lui permettre de continuer à le diriger.

### Nouvelles difficultés au sein du PCF, entre 1951 et 1954

#### Février-mars 1951, l'affaire Pronnier
Fin janvier 1951, des grèves démarrent dans les mines. Force ouvrière, le syndicat qui "pousse le plus à la grève" pour les salaires et obtient une entrevue avec Henri Queuille, qui assure l'intérim de la présidence du conseil, dont la presse attend des progrès "décisifs" après "les perspectives" ouvertes par le ministre de l'industrie". Lecœur réunit le 2 février à Lens plusieurs centaines de délégués CGT des mines pour envisager un mouvement revendicatif généralisé, en estimant que "si tous les mineurs étaient unis", le gouvernement "capitulerait immédiatement, car il est incapable de faire face à une grève dans la situation économique actuelle". Le 8 février 1951, un coup de grisou dévaste la fosse 5 bis des mines de Bruay, causant 12 morts et la presse révèle "un avertissement porté sur son carnet" par l'une des victimes, "le délégué mineur à la sécurité" ainsi que plusieurs rapports de novembre 1950 à février 1951 concernant différents étages de la fosse. Lecœur, dans un article du quotidien communiste Liberté, préconise une grève de 24 heures les jours des obsèques, afin de protester "contre les criminelles méthodes d'exploitation de l'État-patron" et "d'obliger le gouvernement à augmenter les salaires".
Craignant la colère sociale, les Houillères demandent à un salarié, Paul Pronnier, de créer une diversion en mettant le feu la nuit à des hangars à foin. Le 19 février 1951 à Grenay deux paysans le découvrent et le pourchassent à coup de bâton et il en tue un au revolver. Arrêté, il tente de se faire passer pour le simple exécutant d'une mission terroriste commanditée par le PCF, dont il a été brièvement membre en 1945. Tous les quotidiens nationaux suivent l'affaire. La police annonce des saisies d'armes anciennes, lors de perquisitions, pour partie chez d'anciens résistants. Finalement, Pronnier reconnaît qu'il espionnait les syndicalistes pour le compte des Charbonnages de France puis avoir participé à un autre meurtre, celui d'un collaborateur en 1945. L'enquête découvre que son propre père avait été condamné à une peine relativement légère, dans une troisième affaire de meurtre. Échouant à montrer qu'il n'était qu'un simple exécutant du PCF, il est condamné à mort, puis à la perpétuité, après un arrêt de la Cour de cassation. L'année suivante, Lecœur apporte la preuve que Pronnier obtenait indûment des billets de malade à la caisse de secours des mines de Liévin, ce qui force ses administrateurs à porter plainte contre Florent Guilly, un cadre des Houillères et militant au RPF, qui faisait aussi régler les dépenses de restaurant de Paul Pronnier.

#### Mars 1951, tensions entre ex-résistants et Thorez-Duclos
Les tensions entre ex-résistants et la direction du PCF s'avivent en mars 1951, quand sort un ouvrage illustré de nombreuses photos, première réelle publication rappelant l'action des combattants des FTP-MOI, résistants, souvent des polonais, appelés « Groupe Manouchian », fusillés le 21 février 1944, avec une postface de Charles Tillon, ex-commandant en chef des Francs-tireurs et partisans et déjà en disgrâce.
En mai 1951, c'est la publication des Tomes V et VI de la saga Les Communistes d'Aragon, comportant le passage contesté sur Léon Delfosse, avec un récit stagnant à l'année 1940 et renonçant à évoquer la grève de 1941. En juin 1951, c'est la publication des carnets de Charles Debarge, largement annotés, avec d'autres erreurs historiques. La Nouvelle Critique de septembre-octobre 1951 contient un article de Pierre Daix affirmant prendre la défense d'Aragon.
Malgré ces difficultés, Lecœur se retrouvera un après brièvement numéro un de fait du PCF à la mi-1952 : alors que Maurice Thorez se fait toujours soigner en URSS, le numéro deux Jacques Duclos passe un mois en prison après les affrontements très violents avec la police qui ont causé deux morts et plusieurs dizaines de blessés, lors de la Manifestation contre le général Ridgway du 28 mai 1952. Des cortèges entiers d'ouvriers de Renault-Billancourt ont traversé Paris équipés d'armes blanches après avoir été préparés à l'affrontement par la presse communiste les jours précédents.
L'avant-veille, André Stil, directeur de L'Humanité est incarcéré le 26 mai 1952 en raison de ces appels à la violence. La maladie de Thorez, toujours soigné en URSS, qui dure depuis novembre 1950, puis l'arrestation de Jacques Duclos, dans cette affaire de la Manifestation contre le général Ridgway et la mise à l'écart de Marty qui a déjà commencé et s'accélère au cours de l'été 1952, font de Lecœur le numéro un de fait du PCF à l'automne 1952, voire avant.

#### Le procès contre Marty et Tillon
De Moscou, dès juillet 1951, Thorez charge Marcel Servin, venu le visiter, de constituer une commission d’enquête sur André Marty, et il évoque avec lui la condamnation en avril 1951 par le Comité central du PCF des positions de Charles Tillon au sein du Mouvement de la paix pour l'accuser de "fractionnisme" car il a rencontré Charles Tillon hors des réunions officielles, le 6 mai 1951 chez son beau-frère George Beyer. Marcel Servin créé secrètement une commission d’enquête sur le sujet dès son retour, réunissant aussi Gaston Auguet et Léon Mauvais,. Cette commission d'enquête accumule des "preuves" sur Marty et Tillon au moment précis où en Tchécoslovaquie Artur London, ex-chef de la Main d'oeuvre immigrée (MOI), est " interrogé " et torturé, afin de mettre en cause des militants français à propos des Brigades internationales. Dès le 5 mars 1951, L'Humanité avait écrit que "La bande Clementis-Slansky voulait prendre contact avec des espions au sein des partis communistes français et italien", une allusion au slovaque Clémentis Husak, ancien ministre des affaires étrangères de Tchécoslovaquie arrêté fin février "pour activité d'espionnage", considéré comme complice d'Otto Sling, secrétaire régional de Brno, qui sera exécuté en 1952, l'année où Marcel Servin sera chargé par Maurice Thorez d'aller chercher à Prague dans les archives de Rudolf Slánský, des documents à charge susceptibles de charger André Marty,.
Parallèlement, Lecœur est convoqué par Maurice Thorez "pour l'interroger sur les activités" d'Artur London car il chapeaute, avec Roger Pannequin, la section d'organisation du PCF, chargée de la MOI, mais il n'est pas informé de la commission d'enquête en France, dont l'existence ne sera dévoilée qu'à la mi-mai 1952,. En août 1951, Jacques Duclos voyage à son tour auprès de Thorez puis de Staline,. Fin janvier 1952, c'est Lecœur qui visite à son tour Thorez, mais n'est toujours pas informé de l'affaire. Puis en mars 1952, c'est François Billoux qui revient d'URSS, cette fois porteur d’une lettre de Thorez, réclamant le durcissement politique anti-américain de la Manifestation contre le général Ridgway de fin mai 1952,.
Auguste Lecœur, pourtant secrétaire à l’organisation, ne fut ainsi informé que dix mois après la création de la commission d'enquête Servin-Auguet-Mauvais. Il demande alors s’il ne vaut mieux pas attendre le retour prochain de Thorez pour s'attaquer à Tillon et Marty. Duclos lui répond que Léon Mauvais ira en URSS mettre au point les termes du rapport d’accusation afin que tout soit réglé avant. L'interrogatoire secret d'André Marty commence alors les 26 et 27 mai 1952, la mise en accusation officielle de Tillon n'arrivant qu'après l'été 1952.
S'y ajoute des conflits entre dirigeants du PCF. Commandant en chef des Francs-tireurs et partisans entre 1942 et 1945, Charles Tillon a selon Lecœur été particulièrement "victime de la vindicte de Jeannette Vermersch". Et Marty, secrétaire de l'Internationale communiste de 1935 à 1943 « détestait Thorez, qui le lui rendait bien », notoirement, tandis que la plupart des militants du PCF ne seront jamais informé de ce qui a opposé Lecœur "au secrétaire général et à son épouse", avant son éviction en 1954. L'historien Philippe Robrieux voit dans ces trois excommunications un réflexe de défense de l'entourage de Maurice Thorez, qui n'avait pas la même légitimité historique, n'ayant pas participé à la Résistance française, dont Lecœur fut un symbole lors de la grève des 100 000 mineurs contre l'occupant en mai 1941.
Lecœur souligne ensuite que les premières sanctions décidées au comité central de septembre 1952 contre Marty et Tillon ont été "proposées par le camarade Léon Mauvais", et estime qu'il faudrait obtenir d'eux "une position plus conforme aux intérêts" du PCF et ne soutiendra publiquement Tillon que lors de sa réhabilitation en 1957.
Ces évictions causent des remous importants au sein du PCF, en particulier à Marseille. Pour mobiliser contre ce qui ressemble à une opposition interne, la direction du PCF n'en informe que les cadres des sections, qui organisent des réunions de préparation avant de les apprendre aux militants, via un « système en pyramides ». Près de 54 assemblées départementales sont ainsi préparées et appelées à statuer sur le cas Marty-Tillon. Le 29 septembre 1952, Le Figaro fait courir la rumeur de tentatives d'assassinat contre André Marty, qui écrit une lettre pour se défendre, non publiée par L'Humanité, tandis que France-Soir affirme le lendemain qu'André Marty profère des accusations contre la direction du PCF et que cette dernière prend ombrage du soupçon de ne pas le protéger. Une dizaine de militants du PCF se heurtent même à la police près de chez lui le 2 octobre. Le député radical-socialiste Pierre de Léotard utilise à son profit le rapport de Léon Mauvais, pour poser une question au gouvernement sur le détournement des fonds venant d'un holdup à Chamalières en 1944.
Le 5 octobre, au moment du 19e congrès du PCUS, Lecœur est tancé par Maurice Thorez pour le retard à régler "l'Affaire Marty" et L'Humanité du 9 octobre 1952 publie un long document d'accusation contre Marty, à la gloire de Staline, où Marty est accusé d'avoir minimisé le rôle de l'Union soviétique dans la victoire de 1945 (L'Humanité du 2 janvier 1953). Le même automne 1952 voit aussi l'éviction de Georges Guingouin, ex-leader des maquis du Limousin, en attendant celles en 1953-1954 de deux leaders de la résistance dans le Nord-Pas-de-Calais, René Camphin et Roger Pannequin, blâmés dès 1951 lors de l'Affaire Pronnier sur la base d'un témoignage controversé auquel la justice n'a pas donné crédit,.
Claude Lavezzi, cadre communiste en Normandie, coordonne au cours de l'hiver les soutiens à Marty, avec une campagne d'affichage pour sa réintégration et le conseille pour créer un journal. L'Humanité affirme alors à tort qu'il avait déjà été exclu en 1948. Marty demande à ses soutiens de rester infiltrés au PCF et freine les campagnes de tracts et brochures, qui durent cependant jusqu'à sa brouille avec Lavezzi en avril 1953.
Entre-temps, dans L'Humanité du 2 janvier 1953, Étienne Fajon accuse André Marty d'être lié à un suppôt du titisme, le communiste yougoslave Colic Hadid, 45 ans,. Cet ancien trotskyste des Brigades internationales, est en fait aveugle et dans la misère pour avoir signé une lettre dénonçant Tito lors de son exclusion par la section PCF du 19e arrondissement de Paris en 1951, sous la pression de Marcel Servin et Lecœur.
L'Humanité écrit le 6 février 1953 que Marty a "fait publier par la presse fasciste ses écrits anticommunistes", le jour de la publication dans Paris-Presse de documents censés "confirmer avec éclat ses liaisons policières", mais selon lui volés dans sa belle famille et qu'il dément catégoriquement avoir transmis à quiconque. Quatre jours après, le 10 février 1953, la direction du PCF et sa commission d'enquête demandent à Lecœur d'écrire dans L'Humanité un article contre André Marty : « La duplicité du policier Marty et la vigilance du comité central », qui reprend les articles d'autres dirigeants parus dans L'Humanité, comme le 19 novembre 1952, « La duplicité d’André Marty », ou encore « Les liaisons policières de Marty » et « Un flic de plus a été découvert ». Le 28 février 1953, Lecœur écrit un autre article contre lui dans L'Humanité, titré « le policier Marty »
L'affaire déclenche une lettre ouverte « d’un groupe de militants de la Seine » car Lecœur y reprend les accusations de Max Lejeune au Parlement le 12 décembre 1950, inspirées des soupçons de Vincent Auriol de juillet 1949, concernant le comportement de Marty pendant la révolte de la Mer Noire en 1919.

#### Unité syndicale ou réunification
Le comité central de mars 1954, qui évince Lecœur de la direction du PCF, l'accuse longuement sur la question de l'unité syndicale en plus d'avoir commis des « erreurs graves » lors des grèves de 1948. Il est ainsi victime du débat de 1952 sur une réunification syndicale, inspiré par le succès de la Fédération de l'éducation nationale depuis sa scission de la CGT en 1948 et la répression syndicale des années 1950-1952. En mars 1952, ce débat domine une conférence qui réunit 200 militants CGT et FO, menés par Yves Dellac, ex-leader de la CGT exclu et Michel Morin, rédacteur en chef du journal L'Unité (journal) », tous deux compromis par leur rencontre avec le trotskiste Pierre Lambert, honni de la direction du PCF, lors d'un voyage à Belgrade au 1er mai 1950 avec un groupe de cégétistes.
Depuis le 10 octobre 1952, Alain Le Léap, co-secrétaire général de la CGT avec Benoît Frachon est emprisonné à Fresnes, dans le sillage de la Manifestation contre le général Ridgway du 28 mai 1952 et de l'affaire Henri Martin. Fin octobre 1952, en plein congrès CFTC, sept fédérations animées par des diffuseurs du bulletin ronéotypé Reconstruction, claquent la porte du bureau confédéral car il leur est reproché des relations trop étroites avec la CGT.
Auguste Lecœur lance à son tour en juillet 1952 dans L'Humanité un appel à « l'union des forces ouvrières, républicaines et démocratiques » face au renforcement de l'aile droite de la majorité gouvernementale, à la suite de la scission du RPF. Il annonce que le PCF pourrait même soutenir des mesures gouvernementales si elles sont favorables aux ouvriers. Puis Raymond Le Bourre, leader de la fédération FO du spectacle réclame de « faire un bout de chemin avec la CGT » mais Force Ouvrière-mineurs, une des fédérations les plus virulentes contre la CGT, brandit alors le thème alternatif, de l'unité syndicale
En 1953, la direction de la CGT, dont le siège vient d'être perquisitionné, multiplie les réunions en faveur de cette unité syndicale, sur fond de pouvoir d'achat laminé par l'inflation et blocage des salaires et de grandes grèves d'août 1953 dans la fonction publique qui voient la libération de Lucien Molino et Alain Le Léap et finalement, la ligne unitaire est maintenue lors du congrès CGT de juin 1953. Mais des articles dans La Tribune des mineurs du Nord-Pas-de-Calais, animée par Maurice Andrieux, ex-rédacteur au journal quotidien communiste Liberté, souhaitent une réunification syndicale, plutôt que l'unité d'action entre syndicats, thème qui divise alors le Bureau de la Fédération nationale du Sous-sol CGT, certains jugeant l'unité syndicale impossible. Le 4 décembre 1952, Lecœur a dénoncé le cliché qui « représente trois ouvriers se tenant la main et sur la poitrine desquels on lit : CGT-CFTC-FO ». Ce discours de Nœux-les-Mines intervient peu après la mort du très anticommuniste William Green, ex-leader du syndicat des mineurs et de l'AFL et quelques jours après celle de Philip Murray, secrétaire du CIO, l'autre grand syndicat, dont l'AFL avait fait scission en 1938 pour attaquer les syndicats communistes à l'étranger. Ces deux décès ont relancé les spéculations sur une réunification des syndicats aux États-Unis, qui deviendra effective dès 1955 grâce aux efforts de Walter Reuther (CIO) et George Meany (AFL). L'« l'arrivée imminente de successeurs plus jeunes, pourrait peut-être favoriser la tendance à l'unité des deux centrales », écrivait Le Monde le 24 novembre 1952, en annonçant le second décès.
Selon l'historien Pierre Outteryck, Lecœur aurait alors incommodé une partie de la CGT et réveillé les mauvais souvenirs de la grève des mineurs de 1948, au cours desquelles il avait demandé, sans l'obtenir, que les militants CGT prennent le risque industriel d'arrêter les fours à coke de Carbolux à Bruay-en-Artois,, parmi les plus modernes d’Europe, au risque de rendre la reprise de l'activité délicate après les grèves, au moment où Jules Moch déchaîne une violente campagne de presse accusant la CGT de détruire les installations minières.

#### Le complot des blouses blanches
Selon l'enquête de Gilles Manceron publiée en décembre 2013 L'Humanité publie le 22 janvier un communiqué", sans signature, sur le complot des blouses blanches, déclarant « lorsque, en Union soviétique, est arrêté le groupe des médecins assassins travaillant pour le compte des services d’espionnage terroristes anglo-américains […], alors, la classe ouvrière applaudit de toutes ses forces », texte qui a été présenté par erreur comme signé par Lecœur, dans les mémoires publiés par l' ex-communiste Pierre Daix en 1976. Bien que Lecœur n'ait laissé aucun écrit sur le complot des blouses blanches, Pierre Daix l'accuse dans ses mémoires publiés en 1976 d'en avoir parlé la veille, le 21 janvier 1953, au meeting organisé chaque année à la Mutualité pour l'anniversaire de la mort de Lénine, qui a eu lieu en fait l'avant-veille, déclaration dans laquelle, selon Pierre Daix, Lecœur aurait dénoncé « les tentatives des fauteurs de guerre pour camoufler leurs crimes sous le vêtement rabbinique, la blouse médicale ou la soutane du prêtre » mais sans que L'Humanité du lendemain n'en fasse état. Les récits du meeting du 10 mars au Vel d'Hiv, juste après la mort de Staline, présidé par Lecœur, n'en font pas état non plus, alors que les Soviétiques n'ont pas encore renoncé à leurs accusations. Un quart de siècle plus tard, Pierre Daix a rectifié, ne parlant plus de Lecœur, pour préciser que lors du complot des blouses blanches de 1952-1953, c'est Jacques Duclos qui lui a imposé la publication dans Ce soir d'une série d'articles « carrément antisémites » car « le vieux Staline préparait un gigantesque pogrom ». Décédé en 1975, un avant les mémoires de Jacques Duclos, Jacques Duclos, avait été le candidat du PCF à la présidentielle de 1969.
La presse communiste française fut en réalité beaucoup plus rapide à dénoncer avec virulence ce prétendu complot des blouses blanches, dans le sillage d'un article du journal soviétique la Pravda du 13 janvier 1953, reprenant lui-même l’agence TASS, accusant 9 médecins, dont 6 juifs, d'avoir tenté d’assassiner, avec la complicité du Congrès juif mondial, les dirigeants soviétiques Ivan Koniev, Alexandre Vassilievski et Leonid Govorov. Le texte est reproduit.
Dès le début de ce prétendu complot des blouses blanches de la fin 1952, Raymond Guyot, secrétaire de la fédération de Paris du PCF a chargé Annie Kriegel, responsable de l’idéologie de la fédération parisienne du PCF d'approcher des médecins adhérents du PCF pour signer une pétition contre ces médecins russes. Elle rédige ainsi un article dans les Cahiers du communisme, stigmatisant des « médecins terroristes », complices du « sionisme » et « approuvant l’emploi des tortures pour extorquer aux « assassins en blouse blanche » des aveux fantasmagoriques, prélude à une « solution finale » pogromiste », selon Boris Souvarine, qui observe que « la qualité de juif prédispose à devenir un espion au service de l'impérialisme ». Bon nombre des médecins approchés refusent de signer, comme André Salomon, chroniqueur médical de L'Humanité et René Zazzo, mais une douzaine l'on fait et leur déclaration est parue dans L'Humanité du 27 janvier 1953.
Les « meurtres » allégués remontaient à 1945 et 1948, afin d’associer au complot le célèbre acteur juif Solomon Mikhoels, président du Comité antifasciste juif soviétique, assassiné dès janvier 1948 à Minsk sur ordre personnel de Staline,. La plupart des médecins visés sont arrêtés fin 1952. Les accusations les visant font suite aux exécutions de dirigeants tchécoslovaques fin 1952.
L'Humanité a repris mot pour mot les allégations de l'Agence Tass dès le lendemain, dans son édition du 14 janvier 1953, une semaine après les propos attribués à Lecœur par Pierre Daix, puis le 16 janvier 1953, dans un article signé par la rédaction, ».
Quelques semaines avant de fermer boutique, le quotidien communiste Ce soir, dirigé par Pierre Daix, nommé par Louis Aragon, a publié une série de six articles conspirationnistes, intitulée « Les assassins en blouse blanche », entre le 27 janvier et le 1er février 1953, particulièrement remarqués pour avoir répercuté la version stalinienne de la conspiration du Joint, décrit comme instrument de « la grande finance juive » qui a « commandité Hitler » et qui a transformé la diaspora juive en arme de guerre froide au service du Département d’État de Washington. Ces articles combinent la dénonciation des cosmopolites « dégénérés » et des « sionistes-trotskystes »,.
De son côté, Le Monde avait en janvier 1953 semblé s'interroger sur la réalité de l'affaire puis estimé, avec le Daily Telegraph, qu'elle était le prétexte à une « épuration des services de sécurité » permettant à Lavrenti Beria de renforcer son autorité,. En fait, c'est Lavrenti Beria, présenté comme proche d'Auguste Lecœur par les mémoires de Roger Pannequin, publiées la même année que celles de Pierre Daix, qui a mis fin à cette « affaire » inventée de toutes pièces, quand Semion Ignatiev fut limogé le 5 mars 1953, juste après la mort de Staline. Le 5 avril 1953, le MVD annonce que l’arrestation des neuf médecins était « illégale et sans fondement » et leurs aveux obtenus « par des moyens strictement interdits par la loi ». Ils sont réhabilités et l'ordre de Lénine retiré à leur dénonciatrice Lidia Timachouk. Le 6 avril, la Pravda annonce que le « complot des médecins » n’a jamais existé. L'auteur des articles dans Ce soir, fait immédiatement son autocritique dans L'Humanité, Ce soir ayant fait faillite en février.

## L'année 1953: la mission fixée à Moscou par Souslov

### La grande grève de 1953
Fin mars 1953, Lecœur président de la puissante Fédération des mineurs du Nord et du Pas-de-Calais, apparait au sein de la CGT comme « le partisan » d'une tactique plus « dure » que celle suivie par le numéro un Benoit Frachon. Il conseille de développer « une lutte permanente de harcèlement de façon à préparer une grande journée unanime », avec les autres syndicats, « dont la date sera fixée ultérieurement ». Mais Auguste Lecœur ne veut pas répéter le choix tactique de la grève des mineurs de 1948, difficile « dans les conditions présentes, où, du fait du plan Schuman, les stocks sont considérables sur les carreaux des fosses ».
Quatre mois après, démarre le 4 août aux PTT de Bordeaux une longue grèves votée en intersyndicale locale, en réaction aux projets du gouvernement Joseph Laniel investi le 26 juin qui souhaite procéder durant la période des congés au moyen de décrets-lois à de fortes économies sur la fonction publique, afin de mieux financer la Guerre d'Indochine, notamment un recul de deux ans de l'âge de départ en retraite des fonctionnaires. Le mouvement s'étend dans tout le secteur public, et même au secteur privé dans le département de Lecœur, où mineurs et dockers sont en pointe. Il dure, avec 12 jours de grève pour la SNCF, EDF-GDF et 14 dans les PTT ou même 17 jours aux Houillères. Unitaire et sans violences, il obtient l'abandon du décret-loi reculant de deux ans de l'âge de départ en retraite et des hausses de salaires dans un contexte de pouvoir d'achat en berne.
"Les travailleurs ont pris conscience qu'il n'est pas possible d'aboutir à un changement complet de politique si ne se réalise pas l'unité d'action, principalement entre socialistes et communistes" déclare Lecœur, qui observe "des actions communes de plus en plus nombreuses" entre PCF et SFIO, y compris des meetings communs et délégations communes.
En octobre 1953, il déplore le trop faible recrutement du PCF chez les ouvriers, causé selon lui par le « glissement opportuniste » de sections qui délaissent leurs cellules d'entreprise, car trop "animées de "préoccupations électorales" comme celle de Carvin, trop soucieuse de regagner "la municipalité perdue en 1947".

### Été 1953: la nouvelle direction soviétique contre le culte de la personnalité
Deux semaines avant cette grève et trois mois après la mort de Staline, la conférence des 12, 13 et 14 juillet 1953 se tient à Moscou, au cours de laquelle Malenkov, Molotov et Nikita Khrouchtchev, le nouveau numéro un soviétique, font une critique de la période stalinienne et expliquent aux représentants de 19 partis communistes européens qu'il y avait eu en URSS des « défauts dans les méthodes de direction », « déviations de la conscience léniniste » et surtout un dangereux « culte de la personnalité ».
Les nouveaux dirigeants soviétiques les incitent à « faire eux aussi des réformes dans leurs partis », notamment le PCF, représenté à cette réunion par Jacques Duclos, numéro deux et proche du numéro un Maurice Thorez revenu en France en avril après trois ans et demi de vie en URSS. Le culte de la personnalité de Maurice Thorez est particulièrement visé par les Soviétiques.
Auguste Lecœur est convoqué à son tour à Moscou, le mois suivant, par Mikhaïl Souslov, en tant que secrétaire de l'organisation du PCF. Les soviétiques lui demandent quel rapport a présenté à la direction du PCF Jacques Duclos.
En revenant en juillet à Paris, Duclos n'avait pas dit un mot de ce qu'il venait d'apprendre à Moscou, selon l'historien Marc Lazar, et il ne parlera pas non plus de ce qui avait été dit dans ses mémoires publiés en 1972, où il ne rapporte que les accusations portées à Moscou contre Beria, transmises au Bureau politique du PCF, et « rien n'a bougé dans le PCF » en 1953, raison pour laquelle Lecœur fut convoqué à Moscou à son tour au cours du même été.
Après l’élimination de Béria, la nouvelle direction soviétique lance une première série de critiques contre Staline, et notamment contre l’absence de « direction collective », principe figurant dans les règles de fonctionnement du PCF depuis longtemps, ce qui menace le culte de la personnalité de Maurice Thorez. La réactivation de ce souci de « direction collective » côté soviétique apporte alors « un poids supplémentaire aux critiques de Lecœur sur les méthodes de direction pendant l’absence de Thorez », selon l'historien Paul Boulland. L'entourage de ce dernier veut alors éviter que son « dauphin » "n’accroisse encore sa légitimité" en "exploitant ces nouvelles directives soviétiques pour imposer un bilan critique": au Comité central des 16 et 17 juin 1953, le rapport de Jacques Duclos rend ainsi "un hommage appuyé à Thorez" et celui d'octobre 1953 condamne la dérive opportuniste du système des instructeurs de cellule, promu par Auguste Lecœur, qui doit "prendre sur lui la responsabilité de toutes les erreurs dénoncées par la direction" dans un article de janvier 1954 des Cahiers du communisme, pas très loin d'une autocritique en règle. Il y attaque « l’absence de direction collective, le culte de la personnalité et les méthodes de commandement pratiquées » dans la Fédération du Nord. Plus tard, ses livres revenant sur cette période opposeront 'systématiquement son respect scrupuleux des principes du parti aux pratiques personnelles et claniques de Maurice Thorez" et il fut "effectivement victime de son « adaptation primaire » à l’institution communiste. Peu avant, face aux difficultés du PCF et de la CGT à Renault Billancourt, Maurice Armanet*, renvoyé à la production, et Roger Linet, contraint à une série d’autocritiques sévères, avaient déjà subi le "mécanisme du bouc émissaire.
Lecœur abordera le sujet dans son livre d'autocritique de 1955, exigé par la direction du PCF et publié avant les « révélations » de Khrouchtchev en 1956. Il y explique que « Le Parti communiste de l'Union soviétique, à la mort de Staline, donna un exemple de poids » des dérives à éviter et procéda à une « critique sévère des méthodes contraires aux principes d'organisation du parti, qui s'étaient dangereusement développées du vivant de Staline ». Peu avant son décès, il va plus loin sur le sujet, en confirmant à l'historien Marc Lazar ce qu'il avait déjà évoqué en 1977 dans le livre publié par le journaliste et ancien résistant français Paul Noirot, de son vrai nom « Henri Blanc », exclu du PCF en janvier 1969,, que le bureau politique du PCF n'a eu, à l'été 1953 « qu'une version affadie de la réunion du Kominform des 12 et 14 juillet 1953, au cours de laquelle Duclos, représentant le parti français, a entendu mettre en accusation et, probablement déjà, impliquer Staline ».
Lors de son retour de Moscou à Paris, Lecœur exposa les demandes de réformes des soviétiques devant le bureau politique du PCF, conformément à ce que Souslov lui réclamait, mais « la discussion tourna court à la suite d'une réaction immédiate et virulente de Jeannette Vermeersch », offusquée par la mise en cause de Staline.

### Automne 1953, la direction du PCF organise son isolement
Témoin oculaire en août 1953 de la déstalinisation dénonçant le culte de la personnalité de Staline, selon le consensus des historiens, Auguste Lecœur la rapporte dès son retour de Moscou, irritant l'épouse de Maurice Thorez et devenant dès lors victime d'une purge politique, aggravant celles lancées dès 1950 par Maurice Thorez. Elle vise dès septembre 1953 ses deux bras-droits, Louis Lambin et Roger Pannequin, ex-adjoints à la mairie de Lens, mais aussi de René Camphin, atteint d'un cancer du poumon. Dans un premier temps, en les fragilisant, Maurice Thorez espère contraindre chacun des trois à formuler ou relayer des accusations contre Lecœur, dont ils furent les proches à la tête de la fédération PCF du Pas-de-Calais.
Dès septembre 1953, Louis Lambin, arrivé à la tête de la fédération du Nord en 1950 avec l'appui de Lecœur, se retrouve soudain accusé d'une « politique pas assez collective » et sa femme perd son emploi de secrétaire à l’Union locale des syndicats. Lambin et toute son équipe sont remplacés par un trio de permanents syndicaux de la métropole lilloise, Hector Viron, Jean Colpin et Gustave Ansart, qui sera propulsé numéro un de la fédération du Nord dès 1955. Plus tard, une fois Lecœur écarté, les ennuis de Louis Lambin cesseront et il sera réhabilité lors d’un comité fédéral du Nord, à condition d'expliquer qu'il fut la victime de Lecœur qui aurait voulu faire un exemple en « cassant » un jeune cadre dont la personnalité commençait à émerger,.
Au même moment, Maurice Thorez en personne demande à Lecœur d'évincer Roger Pannequin, qu'il avait déjà accepté de sanctionner en 1951 par un blâme lors de l'affaire Pronnier. Le prétexte, son ex-compagne Madeleine Riffaud aurait remarqué qu'il critiquait le parti en 1950-1951, sera catégoriquement infirmé par les mémoires de Roger Pannequin. Son courrier est alors ouvert depuis août 1953, permettant de découvrir une autre liaison extra-conjugale. Le mari trompé, mis sur sa piste, tente de l'assassiner en pleine Fête de l'Humanité et Roger Pannequin est licencié dès le lendemain par Lecœur, son supérieur, mais parvient in-extrémis à retrouver un emploi d'instituteur. François Billoux, son autre supérieur, est chargé de l'éviction de Lambin.
La direction lui présente Lecœur comme le décisionnaire, dans l'espoir qu'il se venge par une dénonciation ou une autre, via une invitation au comité central du 22 octobre 1953 à Drancy, qu'il décline, puis lors d'une visite de Léon Feix dans le Pas-de-Calais le mois suivant, mais n'en obtient rien et renonce. Peu avant ce comité central, Le Monde publie un rapport de Lecœur proposant de renforcer le poids des ouvriers dans la vie du PCF, en scindant en 4 la puissante fédération de la Seine,, tout comme il avait demandé au même moment à Louis Lambin de décentraliser l'équipe dirigeante du PCF du Nord entre plusieurs villes. Par une « lettre aux secrétaires et trésoriers de cellules », Lecœur leur avait déjà proposé en février 1952 de désigner des « instructeurs politiques de cellule », inspirés d’une initiative du parti communiste tchèque, chargés d'un lien avec les adhérents ne cotisant plus ou ne venant plus aux réunions. C'est soudain dénoncé en décembre 1953 comme une "surveillance hiérarchique permanente des cadres" », en fait déjà pratiquée depuis les années 1930,, par un article dans les Cahiers du communisme de Gaston Plissonnier insistant sur l'importance de la cellule, selon lui dévalorisée par Lecœur. Plissonnier devient alors son adjoint en vue de le remplacer. Au cours du même mois, le 7 décembre 1953, la direction du PCF demande cette fois à Louis Aragon de lancer une série d'accusations, contre l'ouvriérisme supposé de Lecœur dans le domaine culturel, et contre le peintre André Fougeron que Lecœur avait recruté pour l'exposition "Au Pays des mines".
L'éviction de Lecœur, jugée difficile en raison de sa très solide implantation et son prestige, est contemporaine de celle des dirigeants de plusieurs départements où le PCF est très implanté, à partir de 1952-1953. On exige d'eux aussi, sous des menaces diverses, des autocritiques, et Lecœur refusera de céder. Le Pas-de-Calais est visé mais aussi, le Nord, la Somme et les Bouches-du-Rhône, où le processus a commencé dès 1952, grosses fédérations très « résistantes » en 1941-1944. Les motifs suffisants sont recherchés, les uns après les autres. Comme pour celle de Tillon et Marty en 1952, un système « en pyramide » est mis en place pour atténuer les protestations de militants, informés lors de réunions soigneusement préparées en amont pour essayer d'obtenir l'unanimité.
Pour accuser Lecœur de gauchisme, on rappelle qu'il avait validé l'arrêt des cokeries dans le Nord lors de la grève des mineurs de 1948, au coût financier potentiellement élevé, même si ce choix fut en réalité fait aussi à Carmaux. On l'accuse, sans éléments solides non plus, d'être un frein à un projet, encore très hypothétique, de rapprochement avec la SFIO. Son projet de réunification syndicale est ensuite présenté comme incompatible avec le recours aux larges fronts syndicaux de la grève de l'été 1953, pour éviter les répressions de 1947, 1948 et 1950. En plus de ces trois graves accusations, une quatrième met en scène des "débordements" des grèves de 1947-1948, pas seulement dans le Nord-Pas-de-Calais mais toute la France, car il s'agit d'obtenir de lui une autocritique qu'il refusera jusqu'au bout. Tous ces reproches ne semblent pas avoir convaincu et Lecœur est reçu à Mougins chez un Maurice Thorez très rassurant à la mi-février 1954, juste avant son discours prévu au comité central, qui est cependant reporté de deux semaines, au 5 mars, car Maurice Thorez vient de décider une « commission d’enquête » contre Lecœur, confiée à François Billoux, Léon Feix et Marcel Servin, chargée de l'accuser de ce que l'historien Guillaume Bourgeois appelle « cette espèce de gauchisme des années 1947-1948 » en « pratiquant l'amalgame avec un art consommé » et qui va à Lens, sans prévenir Lecœur, dans l'espoir de recueillir des témoignages contre lui, mais sans succès. Revenu à Lens, Lecœur y est informé par un dirigeant fédéral du Pas-de-Calais le 19 février qu'ils viennent de le "cuisiner", tout comme un militant exclu. Le 22 janvier 1954, en l’absence de Lecœur, Maurice Thorez valide le travail de la "commission d’enquête". Convoqué dans la foulée par François Billoux pour un interrogatoire ce même 22 février,, Lecœur l'informe d'emblée qu'il notera toutes les questions et répondra par une lettre adressée à chaque membre du comité central. L'entretien est écourté immédiatement, Billoux lui annonçant qu'il sera l'accusé au prochain comité central, que Lecœur décide alors de boycotter

### Le procès en diabolisation de mars 1954
L'éviction de Lecœur en mars 1954 est compliquée car son département, le Pas-de-Calais est "l'un des rares départements où le parti avait augmenté très sensiblement le nombre de ses voix en 1951, et sa situation est restée bonne aux élections cantonales et municipales" suivantes et un parti ouvrier ne peut se permettre de perdre le bastion minier et industriel de la région Nord-Pas-de-Calais, où 'les communistes ont atteint l'un de leurs plus hauts pourcentages et où les socialistes leur mènent une dure bataille'. À l'hiver 1953-1954, le principal grief contre lui est sa création "d'instructeurs de cellule", mais c'est en janvier 1952", deux ans plus tôt, qu'il avait envoyé "sa lettre aux secrétaires et trésoriers de cellule" de tout le PCF pour les créer, note Jacques Fauvet dans Le Monde et dès octobre 1953 il avait "avoué publiquement ses erreurs" sur ce sujet.
Faute d'éléments suffisants contre Lecœur, l'entourage de Maurice Thorez va au cours du comité central des 5 et 6 mars 1954, glisser à René Camphin: « si tu n'accuse pas Lecoeur, on va te mettre sur le dos la responsabilité du déraillement » du Paris-Tourcoing le 3 décembre 1947 à Arras. Lecœur découvre cette menace le jour même, par une lettre reçue dès l'après-midi, où René Camphin lui écrit: « je quitte la réunion du comité central, des pressions inadmissibles se sont exercées contre moi, en aucun cas je ne veux participer à la curée organisée » contre toi. Lecœur est ainsi soupçonné d'être indirectement responsable des 20 morts du déraillement du Paris-Tourcoing à Arras, alors qu'il était pourtant à Paris depuis des mois, car il n'aurait pas été suffisamment vigilant sur qui était adhérent au PCF dans son département.
Des décennies après, l'historien Yves Le Maner va écarter, ces « accusations de droit commun, formulées par le PCF, comme dans tous les procès de type stalinien » de l'époque. Les enregistrements, retrouvés aux archives, ne comportent pas cette menace mais celle, omniprésente, de continuer à accuser publiquement Lecœur, comme Aragon l'avait fait dès octobre 1953 d'avoir brimé les intellectuels du PCF depuis 1949.
Dans cette lettre, René Camphin innocente Lecœur et déplore avoir été intimidé par un interlocuteur brandissant une liste de trains circulant cette nuit de 1947, à l'époque transmise à Camphin par un cheminot d'Arras. Sa lettre souligne qu'aucun militant ne lui a ensuite parlé de projet de sabotage et qu'il est simplement soupçonné de ne pas avoir eu la "force politique" de prévenir un éventuel projet. Lecœur ne la conservera pas et n'en parlera qu'à Philippe Robrieux, en vue de son Histoire intérieure du Parti communiste, tome II, à la fin des années 1970, moment où il vient d'être à nouveau diabolisé dans des livres et dans la presse. Lecœur évoque cependant le suicide de Camphin dans ses mémoires en 1963 : "plutôt que d'appuyer ma condamnation, il prétexta un malaise et rentra chez lui".
Plus tard dans l'année 1954, François Billoux cessera les commémorations des grèves de 1947 à Marseille, où il est numéro un du PCF. Dans les archives du PCF, pour la première fois ouvertes en 1999, Guillaume Bourgeois trouve l'acte d'accusation contre Lecœur au comité central du 5 mars 1954. François Billoux, n'ayant trouvé aucun élément concret sur le déraillement, y déclare cependant que « dans la fédération du Pas de Calais que suit particulièrement Lecœur, la situation est la suivante depuis 1947 » avec « le recours à des petits groupes, le plus souvent incontrôlés et incontrôlables, qui ont par exemple été chargés en 47-48 de durcir les grèves et en 1950 de répondre du tac-au-tac à des attentats ». Des petits groupes qui « malheureusement ne sont pas fermés aux provocateurs! La responsabilité du camarade Lecœur est directement engagée lorsqu'on sait que telles directives ont été tenues ou données par lui dans d'autres fédérations », avec l'espoir que Camphin confirme, ce que ce dernier a refusé.
Le « procès » occupe la totalité du comité central des 5 et 6 mars 1954. Il est mené par Michel Vandel, qui s'en tient à fustiger les « instructeurs politiques de cellule ». Les autres accusateurs parleront principalement d'ouvriérisme et d'aventurisme. René Camphin, atteint d'un cancer depuis 1950 et en mauvais terme avec sa femme selon la lettre à Lecœur, part dès la fin de la première matinée puis se suicide aussi dans la nuit. Pour protester contre ces méthodes, indiquera également sa famille à qui il a aussi écrit une lettre. Le Monde souligne que sa disparition « a eu un profond retentissement dans les milieux communistes limousins » en raison des réunions que René Camphin « organisait depuis un mois » pour la libération des inculpés des Affaires de Domps et Chambenet, en notant qu'on « se demande si la disgrâce de M. Lecœur n'aura pas des répercussions sur la fédération communiste » de Guingouin.
Ces réunions ont lieu depuis le début février 1954, en Haute-Vienne, fédération communiste qui avait confié en 1950 la responsabilité de l'enquête sur cette affaire à son secrétaire général-adjoint, l'ex-colonel de la Résistance Georges Guingouin, lors d'un congrès fédéral de 1950, présidé par Auguste Lecœur. Georges Guingouin est un autre résistant prestigieux, ex-chef des maquis du Limousin, exclus du PCF en 1952, qui avait refusé en 1944 l'ordre de la direction du PCF de prendre la ville de Limoges, jugeant plus prudent et efficace d'attendre quelques semaines.
Concernant l'éviction d'Auguste Lecœur, les vraies causes ne manquent pas, selon l'historien Yves Le Maner: rivalité avec Jacques Duclos depuis 1952, craintes de Maurice Thorez, qui aurait déclaré après son éviction « il voulait m'enterrer avant que je meure », hostilité de sa femme Jeannette Vermeersch, plusieurs fois prise en défaut par Lecœur, et surtout les luttes liées à la déstalinisation après la mort de Staline en mars 1953, exacerbées en France par le souhait du PCF de trouver un « bouc émissaire » aux deux années de déclin de son nombre d'adhérents. Annie Kriegel, qui a travaillé sur le communisme entre 1964 et 1984, a retenu un désaccord de fond général entre dirigeants communistes à l'époque de la mort de Staline, Philippe Robrieux évoquant en particulier, à la même époque, le réflexe de défense du noyau historique du PCF, autour de Maurice Thorez, après l'entretien entre Lecœur et Souslov de l'été 1953 à Moscou, qui ne sera révélé que par les mémoires de Lecœur dix ans après son éviction. Maurice Thorez craignait que les Soviétiques ne se servent de lui pour imposer une déstalinisation via un allié français. Cette thèse sera solidement renforcée par la révélation fin 1990 par Marc Lazar de la découverte aux archives d'un compte-rendu du représentant italien à une première réunion à la même teneur, tenue à Moscou dès juillet 1953, dont le représentant français, Jacques Duclos, n'a jamais soufflé mot à son retour à Paris.
La mort de René Camphin prive la direction du PCF du seul élément qu'elle espérait trouver concernant le déraillement de 1947 pour incriminer Lecœur, confirmant que le dossier est vide. Une semaine après son éviction, elle continue à rechercher des motifs pour la justifier: la commission d'enquête revient dans le Pas-de-Calais, interroge à nouveau Roger Pannequin, pour cette fois lui demander d'accuser Lecœur d'être franc-maçon, à nouveau sans succès.
Lecœur finit par accepter de se présenter devant la « commission d’enquête » le 25 novembre 1954. Deux mois après il est exclu pour un an du PCF, puis définitivement le 16 novembre pour « conceptions opportunistes (…) masquées par une phraséologie gauchiste et aventuriste ». Pour lui interdire tout repli à Lecœur, la CGT a supprimé son poste de président du syndicat régional des mineurs du Nord-Pas-de-Calais, mais sans calmer la presse et la direction du PCF, Jacques Duclos écrivant dans L'Humanité du 22 octobre 1955 que « Lecœur, c’est Doriot ! ». Les menaces redoublent huit mois plus tard lorsqu'il est invité à un congrès de la SFIO puis peu après à parler dans un meeting d'information sur la déstalinisation: un commando du PCF investit la tribune et le tabasse.

## La vie après le Parti communiste (1954-1992)

### Embauche comme chauffeur routier et pamphlet de 1955
Au début de l'année 1955, il est exclu à titre temporaire du PCF et rédige L'Autocritique attendue, un pamphlet au titre ironique où il dénonce les méthodes staliniennes de la direction du PCF, qui l'exclut définitivement fin 1955. Il perd au même moment son poste de député. Privé de son salaire de permanent politique, Auguste Lecœur se fait embaucher comme chauffeur routier dans une entreprise de transports internationaux et s'installe dans un pavillon à Antony en région parisienne.
Au cours de l'année 1955, il organise aussi le "Mouvement communiste et national" et fonde le mensuel La Nation socialiste.
À l'été 1955, il se rapproche d'un autre contestataire du PCF, Pierre Hervé, rédacteur en chef adjoint de L'Humanité de décembre 1946 jusqu'en 1950, qui est en train de rédiger La Révolution et les fétiches, publié en janvier 1956, amenant L'Humanité à annoncer son exclusion. Attentif aux premiers signes de la déstalinisation et en lien avec Lecœur, Pierre Hervé y dénonce le fait que « les idées reçues de l'Est soient si peu examinées, discutées, analysées, dans leurs tenants et aboutissants ». Il publiera un autre livre critique, Dieu et César sont-ils communistes ?. En 1956, juste après son exclusion définitive, Lecœur crée avec lui et d'autres anciens communistes comme Auguste Havez un hebdomadaire intellectuel de réflexion, La Nation socialiste, imprimé à 6 000 exemplaires par l'Imprimerie du Cantal à Aurillac et diffusé dès le 26 avril, puis un parti politique, le "Mouvement communiste démocratique national".
Sans se résigner à un dénigrement frontal du PCF façon André Marty ou Auguste Lecœur, Pierre Hervé accuse son ex-parti de « créer une théologie redoutable » consistant à ramener la vérité à « une révélation faite à certains hommes en raison de leur origine, leur condition et leur rang dans une hiérarchie ». C'est un clin d'œil à la science prolétarienne des années 1948-1951, car selon lui, un « fétichisme moralisant pénètre dans la science, la philosophie et les arts, via le stalinisme français. Dès le 22 novembre 1946, Pierre Hervé avait titré « Il n’y a pas d’esthétique communiste » un article dans Action, se voyant sanctionné et convoqué par Maurice Thorez, Duclos et André Marty, puis subissant un réquisitoire de Louis Aragon et une autocritique de Roger Garaudy qu’il avait refusé de suivre.

### Le PCF pénalisé aux élections de janvier 1956
L'éviction de Lecœur du PCF débouche sur un affaiblissement durable de ce parti dans le Pas-de-Calais, où il ne retrouvera jamais son niveau de 1951, et sensible dès les législatives de janvier 1956 même si Lecœur s'en tient à l'écart.
Au niveau national, le PCF est stable, en voix, car il profite de l'impopularité de la guerre d'Indochine, des résultats obtenus par la grève de 1953, de l'effondrement du RPF et du fait que la loi des apparentements est rendue caduque par le renversement d'alliance de la SFIO: le PCF reprend ainsi 47 députés, dont 2 dans le département du Nord, qui est cependant la grande et seule vraie gagnante du scrutin, au-delà de celui du leader du Front Républicain, coalition de la gauche, le radical Pierre Mendès-France.
Dans le Pas-de-Calais, le PCF perd même un point et ne garde que de justesse ses 5 députés, là où la SFIO regagne 5,5 points, enrayant ses déclins de 1946 et 1951. Dans la 2e circonscription, celle d'Arras et du bassin minier, les socialistes regagnent même 8 points, à presque 33 %, et le PCF rebaisse, les deux premiers de la liste Auguste Lecœur et René Camphin ayant disparu. C'est désormais dans l'autre versant, oriental, du bassin minier, la 3e circonscription du Nord, que le PCF est au plus haut : 37 % des voix, contre seulement 23,5 % pour les socialistes, qui l'emportent cependant souvent au second tour. Guy Mollet, chef de file régional de la SFIO, triomphe : sur ses 89 députés, 15 viennent du Nord-Pas-de-Calais. Peu après l'élection, le Président de la République le nomme président du Conseil, alors qu'on attendait Pierre Mendès France, leader du Front Républicain. Le PCF va même soutenir Guy Mollet, pour se rapprocher des partis de gouvernement comme le veut la détente pratiquée en URSS, ce qui provoquera l'incompréhension de militants communistes, Mollet renonçant rapidement aux engagements anti-colonialistes pris par Mendès-France.

### Tabassé en plein meeting et laissé pour mort en juillet 1956
Cinq mois après les législatives de 1956, Lecœur est « victime d'une violente agression attribuée à un commando communiste, a l'issue d'une réunion publique à Hénin-Liétard », future Hénin-Beaumont, le 13 juillet, selon l'AFP. Le dirigeant communiste Jean Chaintron se souvient de plusieurs centaines de militants communistes acheminés par autocar ayant pris d'assaut la tribune d'une salle de 2 000 personnes. Un « important groupe d'entre eux se précipita sur la tribune », où Lecœur, blessé, réussit de justesse à s'échapper par une sortie de secours, raconte l'envoyé spécial du quotidien Le Monde, présent dans la salle. Roué de coups à la tribune, puis tabassé dans les coulisses, Lecœur voit son visage boursouflé et ensanglanté à la "Une" de la presse nationale, France-Soir titre "Lecœur assommé à coups de chaises par ses anciens camarades communistes" un article accompagné de grandes photos le montrant « le visage ensanglanté, horriblement tuméfié » et des « bagarreurs professionnels le tabassant sauvagement ». Le député du Nord Gustave Ansart, membre du comité central du PCF depuis 1954, « participa, en tant que responsable, à l'agression ».
La veille, le journal communiste régional Liberté, a publié un appel aux "communistes" et "travailleurs": ils "ne permettront pas à un Lecœur de venir souiller le drapeau du parti au cœur du bassin minier. Ils lui interdiront de venir, où que ce soit, tenter de porter atteinte à l'unité ouvrière". Fernand Darchicourt, maire SFIO de la ville et organisateur de ce meeting consacré à la déstalinisation, ne réussit à rétablir le calme que temporairement en "proposant aux communistes une discussion contradictoire" après le départ de Lecœur, "mais le tumulte recommençant, la salle fut évacuée. Bien plus tard, Lecœur est autorisé a une brève déclaration au micro pour déplorer "que certains ne veulent pas que la vérité soit dite". Il avait assisté deux semaines plus tôt, comme invité, au congrès de la SFIO à Lille du 28 au 30 juin. Une lettre de soutien est publiée dans La Nation socialiste par Pierre Hervé, investi par la SFIO à une législative partielle du 13 janvier 1957 à Paris, dans l'attente de « la résolution sur l'Algérie » du prochain congrès socialiste.

#### Un observateur militant du conflit de décolonisation en Algérie
Pendant la guerre d'Algérie, Auguste Lecœur, anticolonialiste dès les années 1940, fait partie des personnalités qui dénoncent en 1957 l'attentat mortel contre Abdallah Filali, secrétaire général adjoint de l'Union syndicale des travailleurs algériens (organisation proche du MNA) et rappellent que trois animateurs de l'USTA avaient déjà été assassinés en peu de temps à Paris : Ahmed Semmache (le 20 septembre 1957), Saïd Mellouli et Hocine Maroc (tous deux le 24 septembre).
Il évoque début 1961 "le trouble des communistes" provoqué par" l'attitude du parti communiste" dans ce conflit, jugée trop peu favorable au FLN et cantonnée à demander des négociations de paix et il s'est ensuite aussi "inquiété", en obtenant une entrevue avec Louis Joxe, ministre des affaires algériennes, de savoir si la campagne précédent le référendum sur l'indépendance de l'Algérie ne "représenterait qu'une simple formalité issue des accords d'Évian, ou si toute "organisation politique acceptant par avance les résultats du scrutin de l'autodétermination" aurait l'occasion, de s'y "exprimer librement", en vertu "du respect des principes de la démocratie qui doivent garantir à tous", FLN, mais aussi MNA, communistes algériens, ainsi que les socialistes et les libéraux de ce pays, une participation au débat,,.

#### L'adhésion à la SFIO un mois avant les élections d'octobre 1958
En octobre 1958, un mois avant les élections législatives de novembre, il adhère à la SFIO, alors qu'il exprimait quelques années plus tôt encore un rejet viscéral de ce parti et de ses idées. Aux législatives de 1958, qui voient les gaullistes percer comme en 1951, le PCF perd ses 12 députés dans la région. Son discours antifasciste, récurrent depuis 1947, ne parvient pas à profiter du Coup d'État du 13 mai 1958. La diabolisation du général de Gaulle lancée par le quotidien régional communiste Liberté, sous forme d'un éditorial de Jacques Duclos, repris de L'Humanité, non plus, alors que Jacques Estager, journaliste local de Liberté, a fait une distinction plus fine entre les « ultras » et de Gaulle. Dans le Nord, la chute du PCF a surtout lieu au référendum de septembre 1958 lancé par de Gaulle, et reste plus modérée aux législatives de novembre 1958, alors que, dans le Pas-de-Calais, le recul est beaucoup plus spectaculaire aux législatives avec -8 %, un désaveu pour les équipes qui ont succédé les années précédentes à Lecœur, Camphin, Pannequin et Legrand.

### L'autobiographie antistalinienne de 1963
En 1963, il écrit en six semaines un ouvrage autobiographique Le Partisan, qui aura un réel succès. Trois ans après, Louis Aragon réédite son œuvre Les Communistes en modifiant le cinquième tome, au sujet duquel Auguste Lecœur lui avait fait une remarque dont il n'avait pas tenu compte dans la première édition, ce dont Lecœur s'indigne dans Le Partisan. L'œuvre de Louis Aragon met en scène des militants communistes au début de la Résistance dans le stade d'Hénin-Liétard, dans le bassin minier du Nord, parmi lesquels Léon Delfosse, qui sera directeur des Charbonnages de France de 1945 à 1947. Alors que l'écrivain était venu dans la région rencontrer Lecœur et lui avait lu ensuite le passage mettant en scène Léon Delfosse, Lecœur avait mis en doute l'importance de ses actions résistantes et expliqué qu'il avait été promu au comité central, contre la volonté des délégués syndicaux, à la demande insistante et peu appréciée de la femme de Maurice Thorez. La version rééditée en 1966 du roman Les Communistes tient finalement compte des écrits de Lecœur et réduit le rôle de Léon Delfosse.
Auguste Lecœur sera impliqué jusqu'à sa mort, en 1992, dans la tentative de constitution d'un certain nombre de petites formations politiques proches de la social-démocratie, comme le mouvement « Socialisme et Liberté », fondé en 1968 avec député-maire SFIO de Saint-Amand-les-Eaux (Nord), Georges Donnez, puis le Parti de la démocratie socialiste, aux côtés du maire de Mulhouse Émile Muller, ou la Fédération des socialistes démocrates en 1978.
Dans ses différents ouvrages, il a souvent essayé d'analyser le processus de stalinisation. Bien que pigiste au Figaro, il n'a jamais dévoilé les secrets dont il était détenteur comme responsable des activités clandestines du Parti.
Peu avant l'élection présidentielle de 1981, il publie une nouvelle histoire du stalinisme au PCF en mettant en cause le passé et le parcours du candidat désigné par le PCF Georges Marchais, qui coïncide avec de nouvelles révélations sur le fait qu'il ait travaillé dans une usine allemande pendant la Guerre puis ait bénéficié d'une promotion politique rapide favorisée par Maurice Thorez. C'est en 1971 qu'il avait lancé une offensive en règle contre le nouveau secrétaire général du PCF.
À son décès en 1992, L'Humanité ne publiera que quelques lignes non signées, maintenant qu'il n'a organisé la grande grève des 100 000 mineurs du Nord et du Pas-de-Calais qu'« au côté de Jacques Duclos » et affirmant qu'il « fut souvent sollicité par la presse écrite et audiovisuelle pour participer à des campagnes montées contre la direction du PCF et son secrétaire général ».

### Les apports historique de 1971, 1977 et 1980
Avant et après Mai 68, avant même le succès en 1974 des livres de Soljenitsyne sur le Goulag, la tension entre le PCF et les nouveaux partis trostskistes et maoistes accélère la déstalinisation intellectuelle en France, et avive l'intérêt des médias pour le regard critique sur le passé du PCF, en particulier son lien avec Staline dans les années 1950 et l'éviction des grands résistants par Maurice Thorez.

#### Lecœur contre Georges Marchais, ancien du STO en Allemagne

##### La Tchécoslovaquie et les affaires Garaudy et Tillon
Adversaire déclaré du secrétaire général du PCF Georges Marchais, Lecœur « s'en prend violemment à plusieurs reprises » à lui et « notamment à son attitude pendant la guerre », y consacrant un livre entier en janvier 1980, peu avant sa candidature à la présidentielle.
Lecœur s'oppose à Georges Marchais dès qu'il devient numéro deux du PCF, Waldeck Rochet étant gravement malade, poussé par les soviétiques au congrès du 4 février 1970 qui voit l'éviction de Roger Garaudy, à la tête de l'opposition à l'intervention soviétique de l'automne 1968 en Tchécoslovaquie après son livre sur le sujet,. L'épouse de Roger Garaudy venait de signer une tribune dans Le Monde du 16 janvier 1970, avec d'anciens grands résistants et dirigeants du PCF, parmi lesquels Jean Chaintron, Paul Noirot, Roger Pannequin et Charles Tillon, un hommage aux précurseurs du "Printemps de Prague".
Dans la Nation socialiste de février 1970, Lecœur défend en Roger Garaudy l'un « des plus talentueux intellectuels du PCF », qui ne fait que reprendre les propositions que lui-même, Georges Guingouin et Pierre Hervé avaient formulées quand ils avaient fondé, en juin 1958, le mouvement communiste démocratique et national. Le Monde du 6 février 1970 observe que depuis qu'a éclaté l'affaire, le PCF « n'est plus accusateur mais accusé » et se défend en parlant de mensonge de "haine et de " déchéance ", mais le 30 avril, l'exclusion de Roger Garaudy est votée par sa cellule de Chennevières sur Marne et en mai 1970, au micro d'Europe 1, il maintient ses accusations contre le PCF au sujet d'un document donné au PC tchécoslovaque pour nuire à son ex-dirigeant Alexander Dubcek. Puis Garaudy met en cause avec une ardeur accrue le "groupe Marchais", distinct selon lui du reste de la direction du PCF. Ce groupe l'accuse de "prendre la tête " de la campagne anticommuniste
Le 3 juin 1970, Le Nouvel Observateur publie, sous le titre « Il n'est plus possible de se taire », un appel de quatre anciens résistants et responsables du PCF, Roger Garaudy, Maurice Kriegel-Valrimont, Jean Pronteau et Charles Tillon, qui reprochent à Georges Marchais de n'avoir participé à aucun des « combats vitaux » du parti communiste,.
Le 11 juin 1970 est annoncé la création du Secours rouge international, éponyme de son ancêtre du début des années 1920, chargé lui aussi de défendre des militants poursuivis: 17 personnalités de son "comité d'initiative" lancent un appel présenté par Jean-Paul Sartre le 18 juin. Parmi elles, d'ex-résistants célèbres, Charles Tillon, Eugénie Camphin et Roger Pannequin signataires une semaine avant de l'appel dénonçant Marchais dans Le Nouvel Observateur. Jean Chaintron qui fut un temps au PSU, en 1967-1968, ancien secrétaire du Secours rouge international, est son président mais Lecœur est resté à l'écart, car brouillé avec Charles Tillon et Roger Pannequin, d'un projet déjà vieux de juillet 1969 au sein de la gauche prolétarienne, mais freiné par les dissensions entre groupes gauchistes et leur fascination pour la violence, qui entrainent le départ des ex-résistants dès juin 1971.
Entre-temps, le 1er juillet 1970, Charles Tillon affirme dans L'Obs que la direction du PCF cherche à obtenir son exclusion et demande : "Pourquoi Marchais, en se décidant à pénétrer dans le P.C. en 1947, a-t-il remis à un membre du comité central une biographie mensongère, déclarant qu'il était resté en France pendant toute l'occupation ? ". Sa lettre met aussi en cause Georges Gosnat et Jean Jérôme et fait la Une du journal. Dans L'Express, Michèle Cotta « souligne à quel point l'action de Charles Tillon a été passée sous silence depuis 1952 ». Il est exclu trois jours après de sa cellule, à Aix-en-Provence et dans L'Humanité du 21 juillet 1970, André Vieuguet affirme au contraire que Marchais fut victime de la déportation du travail et effectua une tentative d'évasion en février 1943. Lecœur le soutient et souligne que l'ascension au PCF de Georges Marchais, à partir du congrès de juin 1959, résulte de l'appui des Soviétiques et son ralliement à l'Union de la gauche, qui sera conclue en 1972, est opportuniste et tributaire du jugement des soviétiques sur la question.
Lecœur révèle ensuite en septembre 1970 que Maurice Thorez l'avait convoqué en 1950 ou 1951 "pour l'interroger sur les activités" d'Artur London, pendant la guerre d'Espagne et la résistance, et qu'il avait pris la défense de London, Thorez mentionnant ensuite qu'il interviendrait auprès de Staline. Mais selon Lecœur, Maurice Thorez a pris seul sa décision après le rapport reçu, et les dirigeants du PCF ne connaissent donc pas les circonstances dans lesquelles ces démarches ont été effectuées, ceux du PC tchécoslovaque non plus, car les fonctionnaires soviétiques ne leur ont rien dit des interrogatoires secrets qui ont commencé dès la fin de 1949, préparant l'arrestation de London en 1951, étapes-clé de la longue préparation du procès de 1952 contre Artur London, où 11 coaccusés sont condamnés à mort le 28 novembre 1952, lui et deux autres à perpétuité, même s'il sera finalement acquitté par le jugement de la Cour suprême en février 1956 après la mort de Staline,. Selon Lecœur, son livre "n'est pas allé assez loin" dans la dénonciation de cette époque. C'est l'époque du succès considérable, de L'Aveu, de Costa-Gavras, avec Yves Montand, véritable phénomène politique et culturel, bouleversant son époque : ce film d'avril 1970 réunit en France 2 millions de spectateurs,. Adaptation du livre éponyme d'Artur London, il raconte le procès découlant des accusations portées contre lui dès 1950-1951, époque où Roger Pannequin secondait Auguste Lecœur à la section d'organisation du PCF, chargée de la Main d'oeuvre immigrée qu'avait dirigée pendant la guerre Artur London.
Le 28 décembre 1978, des étudiants communistes demanderont la "révision du procès Marty-Tillon", en ouvrant les archives, en rappelant que "les accusés des procès du mouvement communiste des années 50 furent tous des anciens des Brigades internationales ou de la Résistance dans leur propre pays". Ils évoquent un article de 1951 d'Étienne Fajon dans les Cahiers du communisme montrant que la commission d'enquête Mauvais-Servin accumule des « preuves » sur Marty et Tillon au moment précis où Arthur London est « interrogé » et torturé, afin de mettre en cause des militants français à propos des Brigades internationales.

##### Publications de mars 1973 et procès gagné contre Marchais
La polémique rebondit en 1973 quand Lecœur produit dans l'édition de mars de son journal La Nation socialiste des documents témoignant du passé de Georges Marchais en 1939-1945, amenant ce dernier à lui intenter un procès, visant aussi Jean Boizeau, directeur de Minute et Pierre Lucchini, directeur de Rivarol, qui ont repris ces accusations. Lecœur y produira le témoignage écrit de l'ex-leader résistant Eugène Saint-Bastien, conseiller municipal PCF de Paris (19e et 20e arrondissements) de 1944 à janvier 1956, date à laquelle il a été évincé par son parti via une fausse lettre de démission, pour avoir soutenu Lecœur, en cours d'exclusion. Selon ce dernier, les documents viennent de fuites au sein du "comité de criblage" de la Fédération des déportés, qui avait accès au dossier de tous ceux qui rentraient d'Allemagne. Un autre communiste dissident, Georges Heckli, ex-adjoint administratif au ministère des anciens combattants, révèlera en 1991 au cinéaste Mosco Boucault et au quotidien Le Monde que cette administration comptait 52 militants communistes en 1956, année où certains ont fait disparaître des archives le contrat de travail en Allemagne pendant la guerre de Georges Marchais,, qui venait d'accéder en 1956 au Comité central puis en 1959 au bureau politique du PCF. Georges Heckli a ensuite déclaré en 2001 au journaliste Thomas Hofnung, auteur d’une biographie de Georges Marchais que Gaston Auguet lui avait demandé de retrouver ce dossier pour y détruire certains documents.
Entre-temps, la signature du programme commun de l'Union de la gauche en 1972 assure Georges Marchais de nouvelles sympathies au sein de la gauche non communiste et Lecœur se retrouve isolé, d'autant que les autres anciens résistants mobilisés en 1970 ont quitté le Secours rouge international dès 1971.
Pendant la procédure judiciaire, le représentant du ministère public l'accuse d'avoir volontairement ignoré un texte du 4 septembre 1942 prévoyant déjà l'éventualité du travail forcé avant le départ de Marchais, effectué avant son instauration et Le Monde donne principalement la parole à l'avocat puis au secrétariat du parti communiste, mentionnant en quelques mots qu'Auguste Lecœur porte plainte pour dénonciation calomnieuse, tandis que L'Humanité du 29 juin omet de mentionner l'ordonnance du 25 juin 1977, qui prononce un non-lieu quant à l'origine de la falsification des documents incriminés par Georges Marchais, avec un renvoi en correctionnelle. À l'audience qui suit 4 mois après, Le Monde accuse Lecœur de « recourir souvent au ton de la polémique ou de la chamaillerie puérile », ce qui indisposerait le tribunal et présente Marchais comme la victime « d'une campagne de dénigrement née de luttes de factions au sein de son parti au moment de son ascension » au milieu des années 1950.
En octobre, Georges Marchais est finalement débouté de sa plainte par la chambre correctionnelle du tribunal de Paris, jugement est confirmé en 1978 par la cour d'appel de Paris, et en mars 1980 c'est L'Express qui relance la polémique en publiant la fiche des archives municipales d'Augsbourg en Bavière (Allemagne) - qui tend à établir que Marchais serait resté volontairement en Allemagne au moins jusqu'au 10 mai 1944, tandis qu'en février 1981 Le Point affirme établir avec certitude que M. Marchais "a travesti la vérité" sur son attitude pendant la guerre mais Auguste Lecœur est déjà sorti de son isolement grâce à l'historien Philippe Robrieux et a déjà publié son livre de 1980, qui relève que Georges Marchais vient lui-même d'affirmer dans une interview qu'il doit son ascension au PCF à Maurice Thorez et ajoute que son profil de non-résistant correspondait parfaitement aux besoins de Thorez au milieu des années 1950 pour évincer les résistants du parti. Auguste Lecœur y indique que la démarche de Marchais consistant à se parer du titre de "déporté" et "d'évadé" est ce qui le "choque vraiment", lui et "la masse de nos contemporains". Il s'indigne au passage de voir Georges Marchais « soutenir le pouvoir en place dans l'affaire Robert Boulin » dans l'espoir que l'Élysée « lui rende la pareille le cas échéant ».

##### Attaques de Pierre Daix, Pannequin, Duhamel et Kriegel
En 1975, le premier ouvrage de Philippe Robrieux, consacré à Maurice Thorez, montre combien ce dernier, attaché au stalinisme, fit tout pour « désamorcer » la publication du « rapport Khrouchtchev » (février 1956) au XXe congrès du PCUS. L'année suivante, les mémoires de l'ex-journaliste communiste Paul Noirot,, racontent comment Jacques Duclos a dissimulé à l'été 1953 le contenu réel de la réunion de Moscou dénonçant le stalinisme après la Mort de Staline, confirmant le récit effectué par Lecœur dans son autobiographie dès 1961.
Mais la presse élude le sujet et en 1976 et 1977 une vague de livres très violents contre Lecœur sortent: Jacques Fauvet, directeur du journal Le Monde, hostile à lui pendant le procès Marchais, réédite son "Histoire du PCF", co-écrite avec Alain Duhamel, tandis que sortent les livres de Pierre Daix, resté très proche de Louis Aragon, et d'Annie Kriegel. Tous deux avaient couvert en 1953 le « Complot des blouses blanches » puis milité activement pour l'éviction de Lecœur en 1954. Pierre Daix trace de Lecœur un profil encore plus diabolique que celui formulé en 1954, l'accusant à tort et sans preuves, d'être le symbole et l'instigateur des pires errements du PCF entre 1949 et 1953, notamment le complot des blouses blanches, au cours duquel les errements du quotidien Ce soir auraient résulté de ses pressions, via le discours du 21 janvier 1953, alors que L'Humanité avait attaqué les médecins russes plusieurs fois avant. L'année suivante, Annie Kriegel s'en prend à lui aussi sur le même sujet, racontant avoir été victime en décembre 1953 d'une placardisation en raison son soutien à Picasso contre Lecœur, dans l'Affaire du portrait de Staline,,.
Annie Kriegel et Pierre Daix deviennent en 1976-1977 des spécialistes médiatiques du communisme : la première est chroniqueuse régulière dans Le Figaro à partir de 1976, Robert Hersant et Max Clos lui confiant aussi un éditorial hebdomadaire en 1977, tandis que Pierre Daix devient au même moment chroniqueur régulier dans Le Point puis conseiller de Philippe Tesson à la direction du Quotidien de Paris. Ces deux années voient aussi publiées les mémoires d'autres grands résistants, Charles Tillon et Roger Pannequin, tous deux brouillés avec Lecœur, qui lui attribuent leurs évictions de la direction du PCF, en 1952 et 1953. La presse en parle beaucoup, notamment le 25 novembre 1977, un article enthousiaste dans Le Monde de Pierre Daix sur le 2e tome des mémoires de Roger Pannequin, est particulièrement virulent contre Auguste Lecœur, s'attarde sur la "mort inexpliquée de Camphin" et cite en tout six fois Lecœur, qui aurait voulu "se partager le pouvoir absolu avec Duclos et Fajon" au sein du PCF, "tout dévoués aux services de sécurité politique de Béria et d'Ignatiev", contre une ligne Thorez-Billoux pour "ne réserver à Thorez qu'une présidence d'honneur". Dans son livre, Pannequin accuse Lecœur d'avoir fomenté une tentative d'assassinat contre lui. Lecœur publie à l'été 1977 un livre consacré au PCF. Le Monde moque successivement, dans deux articles, des « scissions d'antan et de vétérans » et des « témoignages de disgraciés », ou « un livre trop sommaire, fait de bric et de broc » y compris sur l'épisode des dissimulations de Jacques Duclos après la mort de Staline en août 1953.
Lecœur se rapproche alors de l'historien Philippe Robrieux, qui prépare la publication de la première Histoire intérieure du Parti communiste, qui à partir de 1978 publie chaque année 4 ou 5 articles dans Le Monde et est invité en décembre 1980 aux "Dossiers de l'écran". Les quatre volumes se suivront en peu de temps, le 1er, publié à l'été 1980, suivi d'un 2e dès le printemps 1981, qui couvre la période d'après-guerre, avec les éléments fournis par Lecœur.
Lecœur lui confie ses carnets de note, qui ont permis à l'historien d'établir des tableaux d'effectifs de militants du PCF, montrant le déclin des années 1950, ou des souvenirs permettant à Robrieux de glisser quelques lignes sur les menaces du PCF contre Lecœur en 1954, en particulier celle de l'accuser d'être indirectement responsable du sabotage meurtrier d'un train de voyageurs pendant les grèves de 1947 dans le bassin minier du Nord-Pas-de-Calais. Dès la fin de l'année 1978, Lecœur est aussi interviewé par un autre historien, l'américain Irwin M. Wall.

#### Décoration et décès en juillet 1992
Déjà Croix de guerre 1939-1945, Auguste Lecœur a été fait chevalier de la Légion d'honneur dans la promotion du 14 juillet 1992, deux semaines avant son décès le 28 juillet 1992. Dans sa courte nécrologie, l'AFP mentionne, contre toute vraisemblance, qu'il a organisé « au coté de Jacques Duclos, la grande » grève patriotique des cent mille mineurs du Nord-Pas-de-Calais en mai-juin 1941.
Georges Marchais n'a pas réagi à son décès, laissant le président du groupe PCF à l'Assemblée André Lajoinie déclarer prudemment « il a évolué, il a changé. Il a terminé ses jours au Parti socialiste. C'est une trajectoire que je ne compte pas suivre. L'histoire fera la part des mérites et des non-mérites de cet homme-là ».

### Famille
Autorisé à militer à nouveau au grand jour à la Libération, il a épousé celle qui fut son agent de liaison pendant la clandestinité et dont il aura trois enfants.

## Ouvrages
- L'Autocritique attendue, Éditions Girault, Paris, 1955[1].
- Le partisan, Paris, Flammarion, 1963, 315 p.
- Le Partisan, coll. « l'actuel », Flammarion, 1963,
- Le Parti communiste français et la Résistance, Plon, Paris, 1968.
- Croix de guerre pour une grève. 100 000 mineurs contre l'occupant 27 mai-10 juin 1941, Plon, Paris, 1971.
- Le PCF, continuité dans le changement. De Maurice Thorez à Georges Marchais, Robert Laffont, Paris, 1977[1]. 2e édition augmentée, 1978.
- La stratégie du mensonge. Du Kremlin à Georges Marchais, éditions Ramsay, Paris, 1980.

#### Autres sources
- Fred Zeller, Trois points c'est tout, Éditions Robert Laffont, 1976
- Le Maner Yves, article « Auguste Lecœur » in Dictionnaire biographique du mouvement ouvrier français (Le Maitron), Éditions de l'Atelier, 1997.
- Philippe Robrieux, Histoire intérieure du Parti communiste, Tomes 2-3-4, Fayard, 1980-84
- Annie Kriegel, article in Encyclopédia Universalis
- Roger Pannequin, Adieu camarades, Paris, Sagittaire, 1977
- Mosco Serge, Mémoires d'ex, série documentaire en trois volets, LA SEPT.IMA Productions, 1990, Sténographie des entretiens avec Auguste Lecœur, disponibles à la BDIC.
- De Chambost Emmanuel, La direction du Parti communiste dans la clandestinité, 1941-44, L'Harmattan, 1997
- Deregnaucourt Gilles, Un des derniers grands du communisme français : Auguste Lecœur (1911-1992), maire de Lens de 1945 à 1947, Gauheria no 27, p. 73-79 (mai 1993).
- Roger Philippe, « Au sujet de l'affaire Lecœur », Gauheria, no 69, p. 45 sq, 2009.
- Démarez André, « Les notes de Léon Delfosse sur l'affaire Lecœur », Gauheria no 69, p. 47 sqq, 2009.